# Euralille
Euralille désigne le quartier d'affaires et le territoire aménagé par la Société publique locale Euralille sur les communes de Lille et La Madeleine. À Lille, le territoire s'étend sur les quartiers lillois de Lille-Centre, Saint-Maurice Pellevoisin, Lille-Moulins et Fives, jusqu'à la porte de Valenciennes.
À l'origine uniquement un quartier d'affaires français situé sur les villes de Lille et de La Madeleine, dans la région Hauts-de-France, au sein de la Métropole Européenne de Lille, le territoire est maintenant plus globalement un « lieu de vie » regroupant également des fonctions résidentielles dans les territoires « Euralille 2 » et « Euralille 3 ».
Troisième quartier d'affaires de France après La Défense (Paris) et La Part-Dieu (Lyon), reconnu au niveau national et européen, il bénéficie de nombreuses infrastructures en particulier des gares de Lille-Flandres et de Lille-Europe, du boulevard périphérique de Lille, du tramway, du métro ou encore du Grand Boulevard et de l'aéroport international de Lille ; ainsi que d'un emplacement idéal près du centre de Lille, ville elle-même située à proximité directe des principales métropoles du Nord-Ouest de l'Europe (Paris, Londres, Bruxelles, Cologne, Amsterdam et Luxembourg).
Depuis le début de sa construction dans les années 1990, découlant de la création de la gare de Lille-Europe, de la LGV Nord (plaçant Lille au centre des trajets ferroviaires entre Paris, Bruxelles et Londres) et du tunnel sous la Manche, Euralille est toujours un quartier en pleine expansion. Il a permis la construction de 1 120 000 m2 de bureaux et le projet prévoit encore de nombreuses nouvelles constructions dans les années à venir.
Outre l'un des plus grands centres commerciaux de France (Westfield Euralille), Euralille contient principalement des bureaux, mais également des logements, des hôtels, un casino, un palais des congrès et d’expositions, des restaurants, des parcs et espaces publics, une salle de concert, un zénith, des écoles d'enseignement supérieur ainsi que plusieurs lieux culturels.

## Géographie

### Situation
Euralille est située dans la commune française de Lille dans le département du Nord en Hauts-de-France.
Au niveau européen, Euralille se situe dans le triangle de trois capitales européennes Londres-Paris-Bruxelles, et à proximité de Cologne, d'Amsterdam et de Luxembourg, faisant de Lille une sorte d'épicentre. Dans la commune, il se situe à la fois dans le centre-ville, en périphérie et dans un voisinage très peu dense du fait de son emplacement sur d'anciens terrains militaires.

### Transports
Le quartier d'Euralille est desservi par les deux gares principales de la commune : Lille-Flandres et Lille-Europe. La première est desservie par les TGV en provenance de Paris et par les TER Hauts-de-France, tandis que la seconde est desservie par les trains internationaux.
En plus du réseau ferroviaire, la ville est accessible par de nombreuses autoroutes et voies rapides: le périphérique de Lille pour les mobilités à l'intérieur de la ville, l'A25 vers Dunkerque, l'A1 vers Paris et Arras, l'A27 vers Gand, et enfin l'A23 vers Valenciennes et Bruxelles.
Au niveau local, il est également desservi par le métro de Lille, le tramway du Grand Boulevard, les bus et le V'Lille.

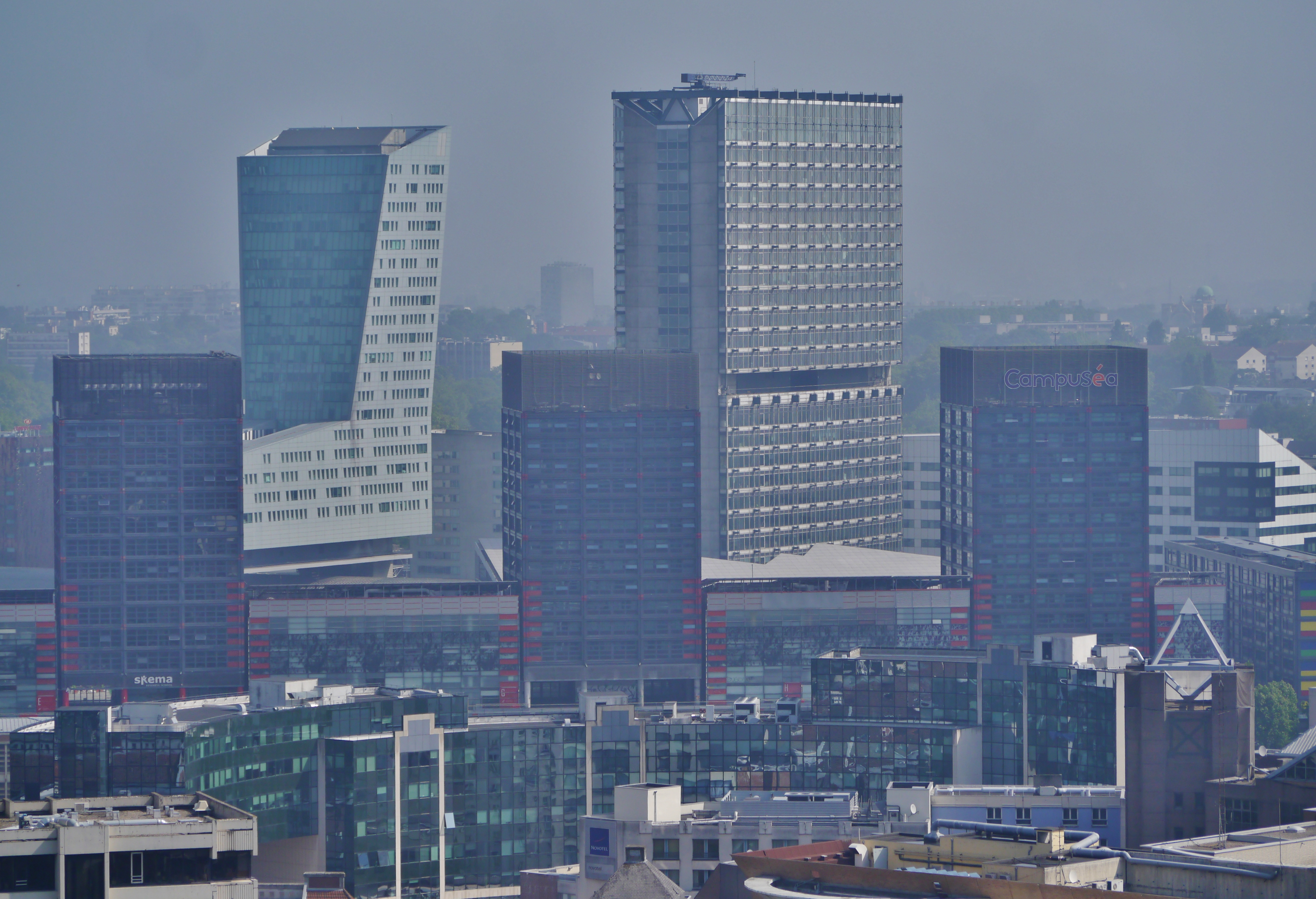
Centre d'affaires.
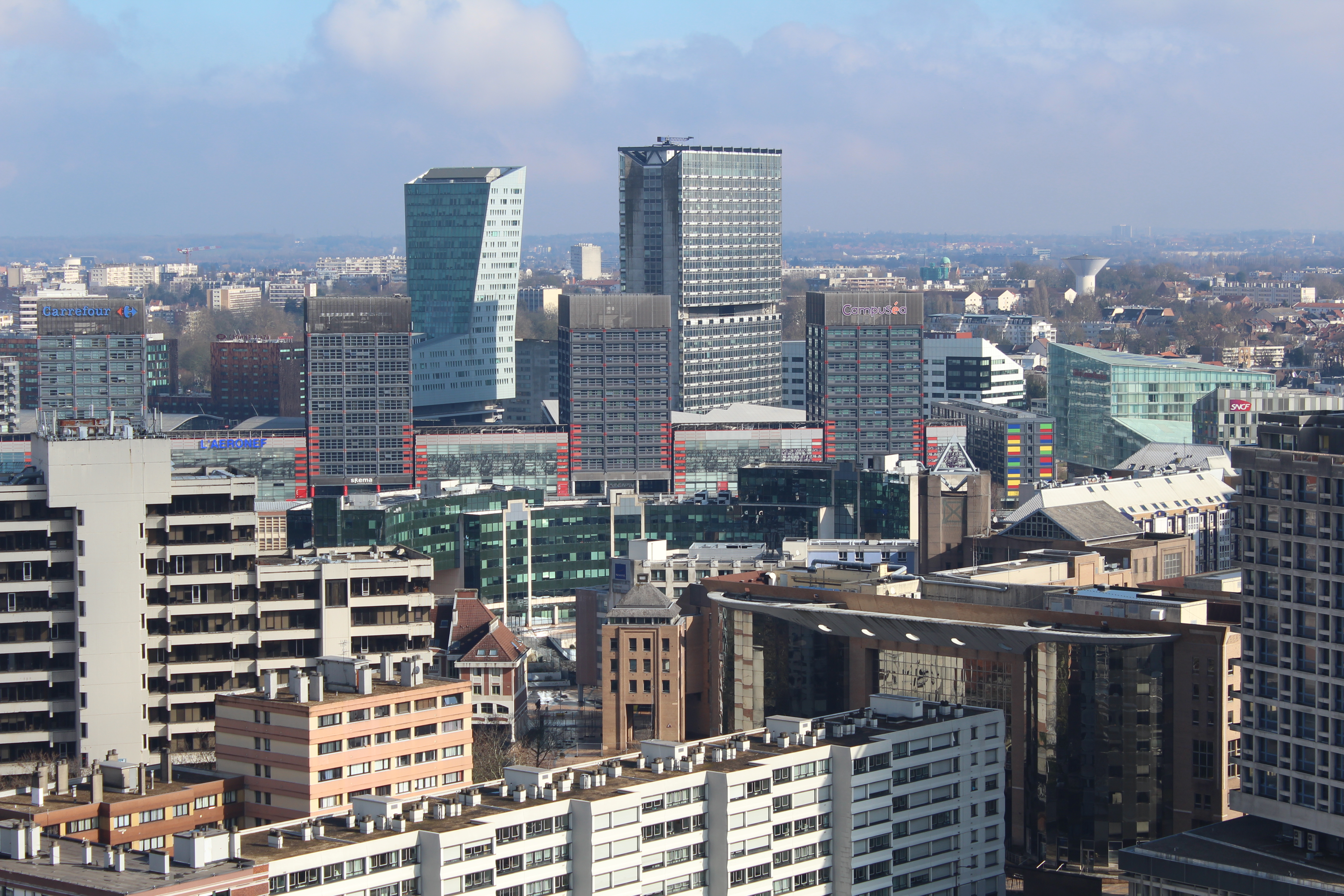
Vue d'Euralille depuis le Beffroi de l'Hôtel de Ville.
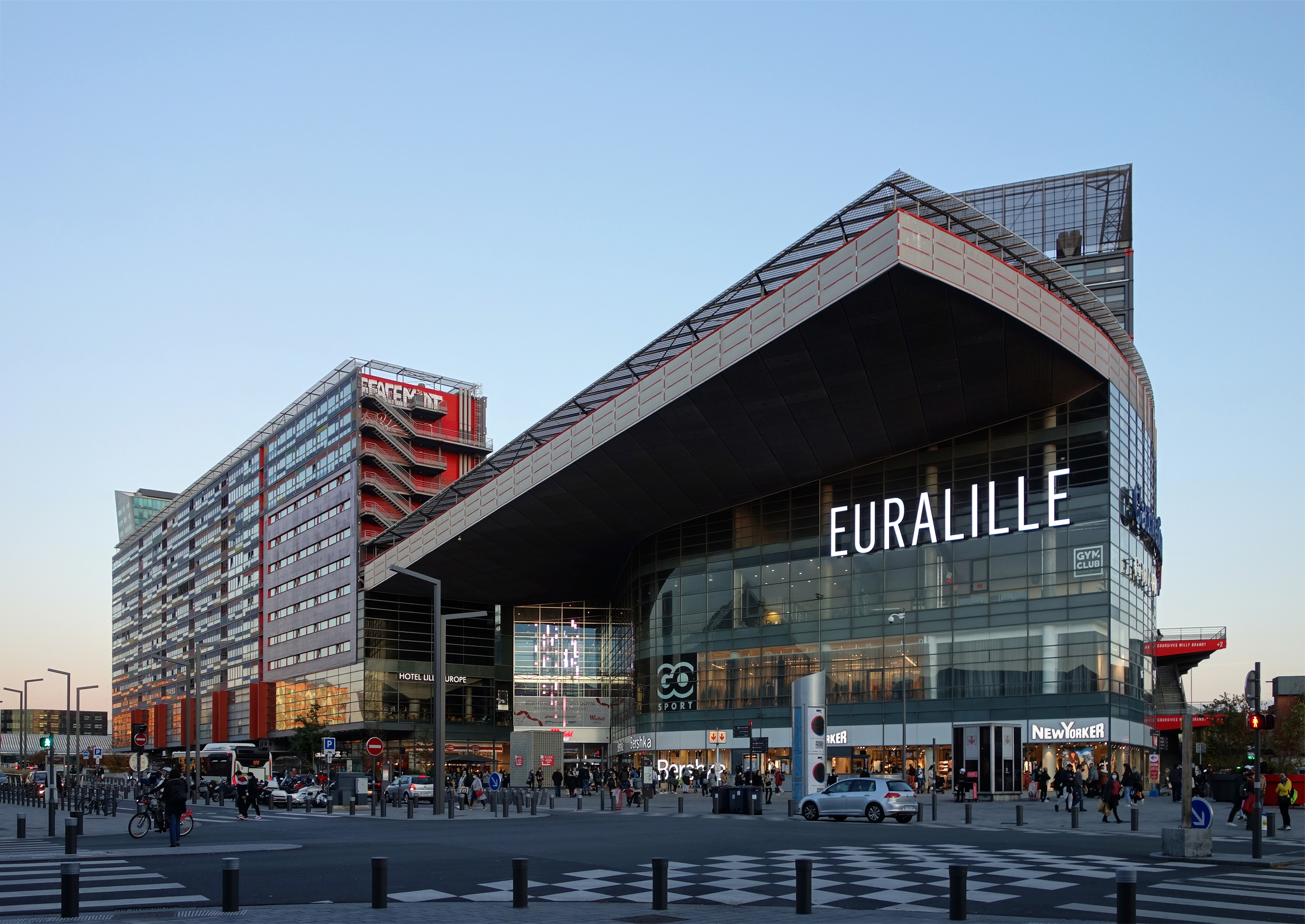
Parvis du centre commercial.
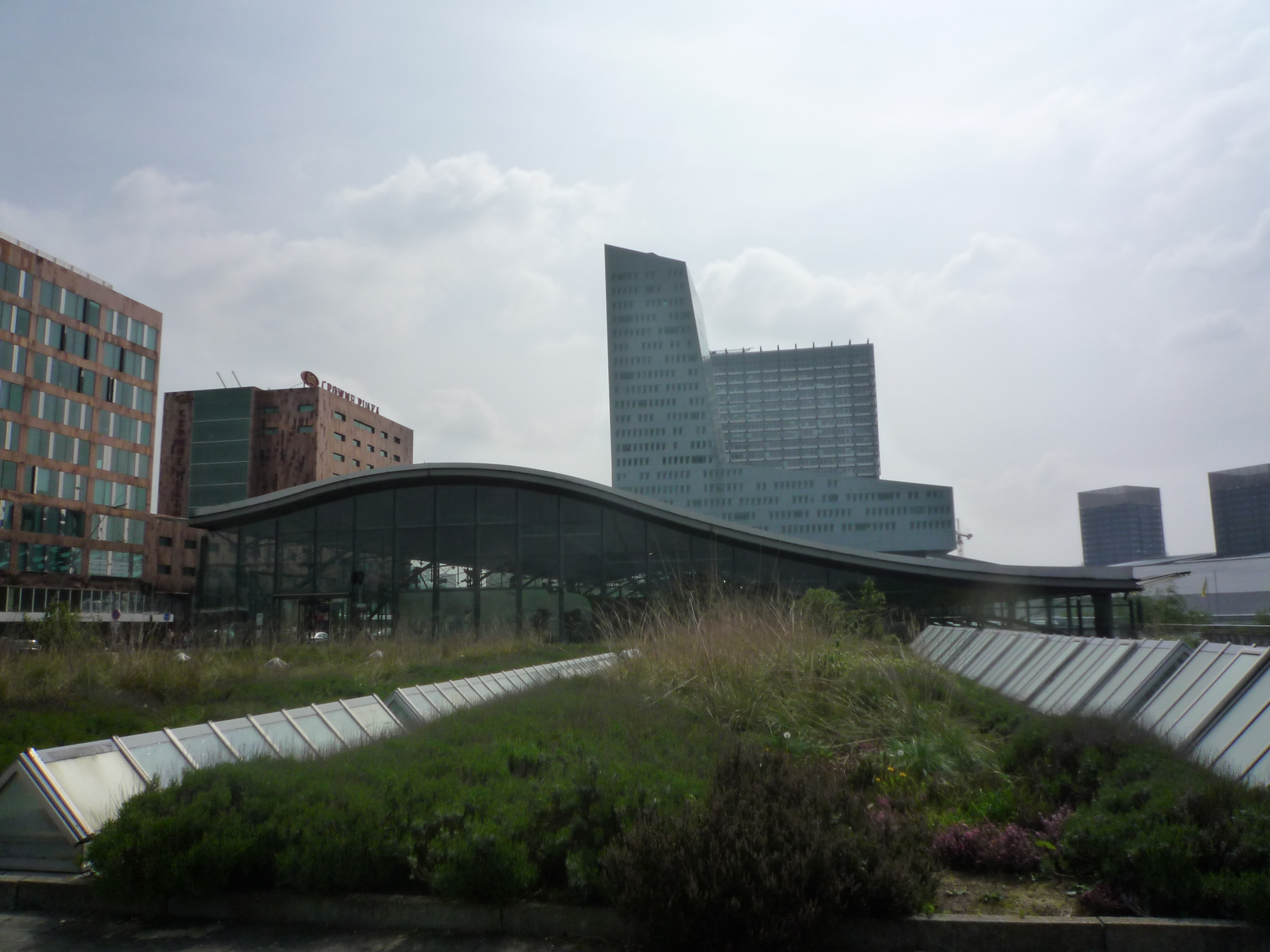
Espaces verts aménagés.

## Histoire

### Le site
Euralille s’étend sur la partie est des anciennes fortifications et de leur périphérie inconstructible avant le déclassement de la place de Lille après la Première Guerre mondiale, constituant un espace de 2 km de long sur plus ou moins 700 mètres de large, soit environ 110 hectares dont 22 hectares pour Euralille II.

#### Euralille I

##### La création du rempart
Euralille I est établi sur le front oriental des anciens remparts édifiés lors de l’agrandissement de 1617-1622, à l’époque où la ville faisait partie des Pays-Bas espagnols sous domination de la dynastie des Habsbourg. Cette fortification, bastionnée dès l’origine, reste la limite de la ville intra-muros lors des agrandissements de la ville, au nord en 1670 après la conquête de Louis XIV, au sud au cours des années 1860 à la suite de l’annexion des communes de Wazemmes, d’Esquermes et de Fives, cette dernière restant hors les murs. Ce rempart reste en place jusqu’au démantèlement de l’enceinte après 1919.
Ce territoire bordant les fortifications est très proche du centre car les deux enceintes, celle de la fin du XIIe siècle qui englobait les deux paroisses de Saint-Sauveur et de Saint-Maurice et celle de 1617 qui la remplace, se rapprochaient de la place des Buisses à la porte de Tournai où elles se confondaient.
De plus¸ la forme allongée de la ville médiévale dans une direction nord-ouest sud-est présentait, jusqu’au début du XVIIe siècle, un étranglement aux alentours de l’église Saint-Maurice, un des noyaux originels de la cité, le village de Fins, mentionné dans la charte de fondation de la Collégiale Saint-Pierre de 1066. À cet endroit, sa largeur ne dépassait pas 500 mètres entre l’arrivée de la rue des Buisses sur l’actuelle place de la gare qui était l’emplacement de l’enceinte antérieure à 1617 et la porte du Molinel démolie en 1606 qui était située à l’angle de la rue de la Riviérette et de la rue du Molinel.
Cette particularité topographique et la permanence de l’enceinte au fil des siècles a pour conséquence la présence au XXe siècle d'une réserve foncière exceptionnellement bien située près de l'hyper-centre.
Les fortifications de 1617 remaniées par Vauban en 1670 comprenaient, au-delà du mur d’enceinte intérieur, des bastions, leurs fossés servant de pâturages avant 1914 et une zone non construite à leur périphérie. De plus, un secteur inondable s’étendait approximativement dans un triangle entre le prieuré de Fives proche de l’actuelle église Notre-Dame de Fives, la caserne Souham et le Grand Palais. Cette zone d'inondation, moins étendue que celle entre la Citadelle et le village de Wazemmes, était destinée à protéger la ville en cas de siège. Elle était alimentée par la Chaude Rivière qui serpentait en plusieurs bras, de sa source près du prieuré de Fives (à proximité de l'actuelle église Notre-Dame de Fives) jusqu’à l’entrée en ville à côté de la porte de Tournai.

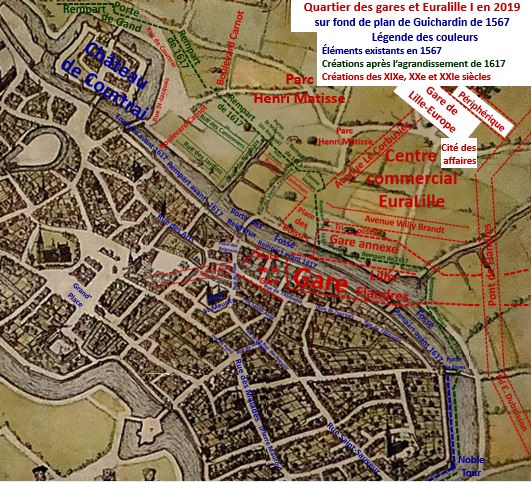
Site d'Euralille I sur plan de 1567.
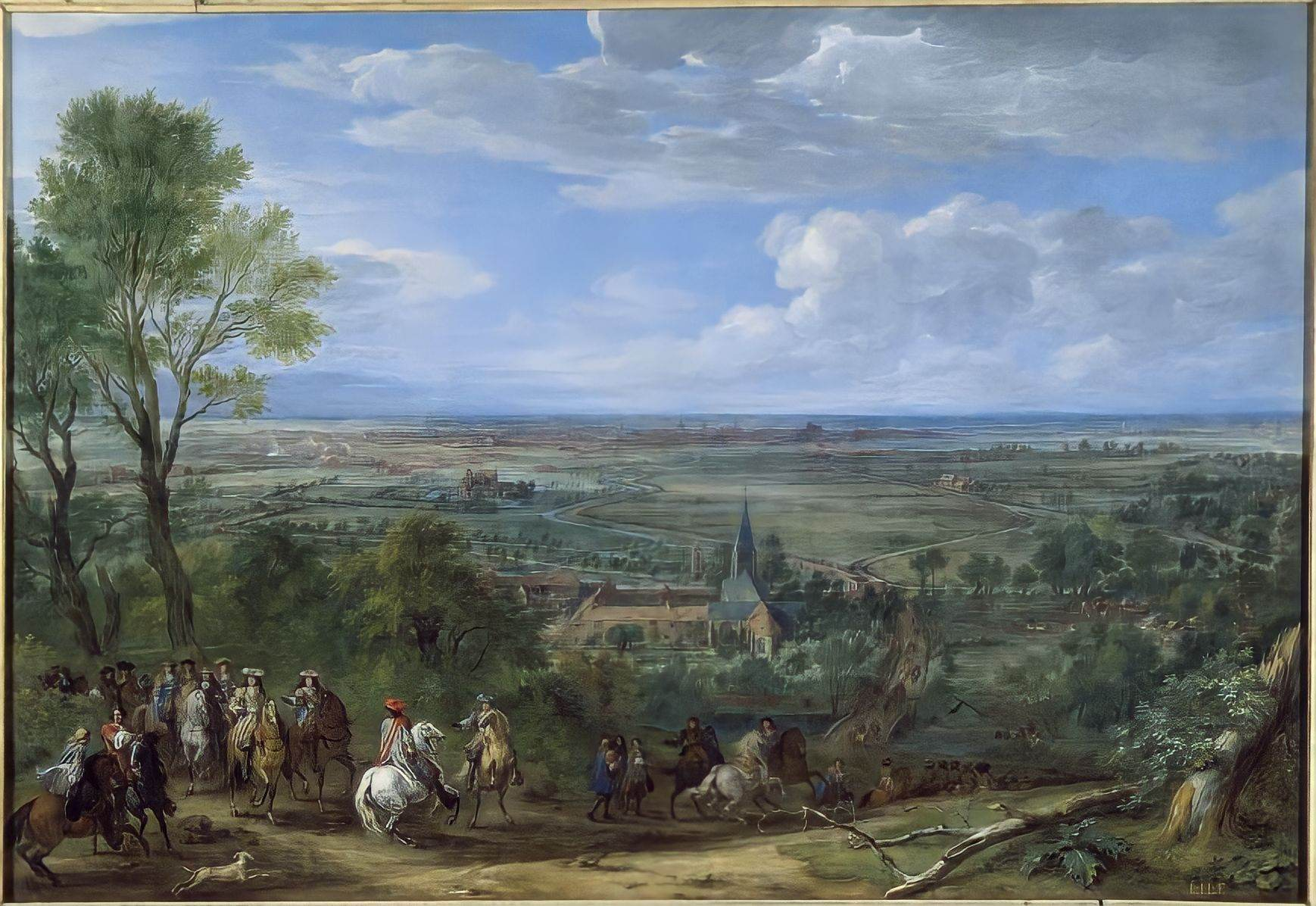
Louis XIV à Fives au siège de Lille. Site du secteur inondable vu vers les remparts. En arrière-plan, les méandres de la Chaude Rivière.
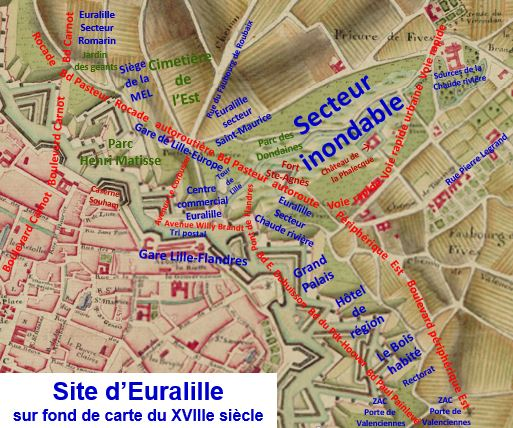
Site d’Euralille I et II sur carte du XVIIIe siècle.

##### Évolution duXVIIIesiècleà 1919
Le cimetière de l’Est est établi en 1779 à la périphérie de la zone fortifiée.
Après le siège de 1792, l’autorité militaire délimite une zone inconstructible autour des fortifications et fait détruire le château de Phalecque qui avait servi de base aux assiégeants autrichiens. La construction de maisons démontables ou facilement détruites lors d’un siège est cependant tolérée. Plusieurs maisons en bois dans le quartier Saint-Maurice, notamment rue du Faubourg de Roubaix et rue des Jardins-Caulier, construites avant 1914 témoignent de cette réglementation.
La périphérie du rempart est parcourue à partir de 1848 par la ligne de Lille à Dunkerque dans le prolongement de la gare de Fives jusqu'à La Madeleine sans passer par la gare intra-muros (Lille-Flandres). Ce tracé est remplacé vers 1870 par celui de la ligne vers Roubaix avec bifurcation au Lion d’Or. L'ancien tracé qui subsiste par la suite sous forme de chemin jusque dans les années 1960 correspond à la ligne TGV souterraine à partir de la gare de Lille-Europe vers La Madeleine et au périphérique Est.
Le Becquerel (Chaude Rivière) est recouvert ou comblé vers 1900.
De 1882 à 1914, des projets de démantèlement du rempart, partiel limité au secteur de la porte d’Ypres à la porte Louis XIV pour une urbanisation correspondant approximativement à l’actuel Euralille, ou de l’ensemble de l’enceinte ceinturant la ville, sont débattus, annulés ou reportés à plusieurs reprises. Après la démolition des voutes de sortie des voies de la gare de Lille en 1883, la percée du boulevard Carnot en 1909 est une deuxième brèche dans les fortifications.
À l’entrée en guerre en 1914, le déclassement pratiquement décidé, n’est différé que par les tractations techniques et financières de l’opération. Après l’abandon de la défense de la ville en août 1914, une garnison revenue en octobre capitule après un siège au cours duquel les bombardements des assiégeants allemands détruisent une partie des quartiers du centre, démontrant l'inutilité de l'enceinte fortifiée.

##### Du déclassement des remparts à la création d'Euralille
La place de Lille est déclassée par la loi du 19 octobre 1919 et les terrains militaires sont cédés à la ville à partir de 1923.
Au nord de la gare, la démolition de l’ancienne enceinte est plus tardive qu’au sud de la ville où elle débute au milieu des années 1920 et s’achève à la fin des années 1930.
Le bastion entre la gare et la caserne Souham n’est arasé qu’à la fin des années 1930 et le mur du rempart intérieur est encore visible sur photo aérienne de 1950 le long de la halle de la gare avant la création des voies annexes et du Tri Postal.
Un bidonville s’installe vers 1920 à l’emplacement de l’actuel parc des Dondaines sur le site de l’ancien château de la Phalecque (dont les derniers vestiges visibles sur les plans du XIXe siècle disparaissent vers 1900) près du fortin Sainte-Agnès, ouvrage établi en avant des fortifications qui reste en place.
Les portes de Roubaix et de Gand étant classées Monuments historiques, les fortifications autour de ces deux portes restent en place ainsi que, par ailleurs, l’ensemble du front nord entre la Citadelle et la porte de Gand.
La gare annexe, le tri de postal et l’héliport construits dans les années 1950 n’occupent qu’une faible partie du territoire de l’ancienne zone militaire au nord de la gare.
La construction du périphérique autour de 1960 dans le prolongement du pont de Flandres ouvert en 1953 crée une coupure remplaçant celle des anciennes fortifications entre le quartier Saint-Maurice et le centre ville.
Le parc des Dondaines est aménagé à la place du bidonville évacué en 1973.
Il restait jusqu’aux années 1980 un ensemble de terrains non construits ou faiblement occupés d’environ 100 hectares entre l’ancien mur d’enceinte et le quartier de Saint-Maurice-Pellevoisin.
La fermeture de la gare routière qui avait remplacé en 1963 l'héliport libère un espace supplémentaire où s'établit le centre commercial Westfield Euralille.
La construction de la ligne TGV en 1994 et celle du nouveau tracé du périphérique qui lui est accolé entrainent la destruction du fortin Sainte-Agnès et la réduction du parc des Dondaines.

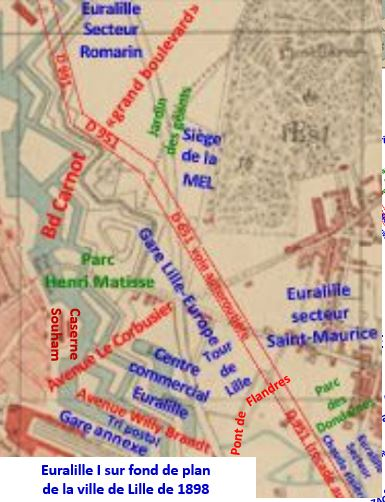
Eura Lille I sur plan de 1898.
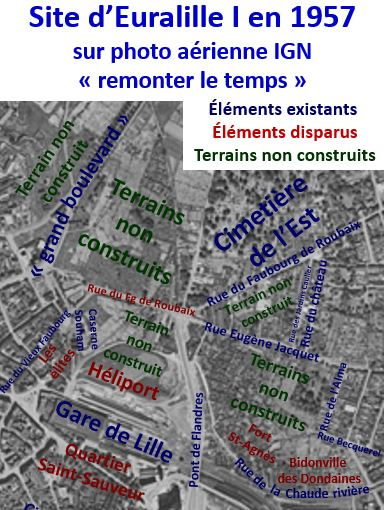
Site d’Euralille I sur photo aérienne de 1957.
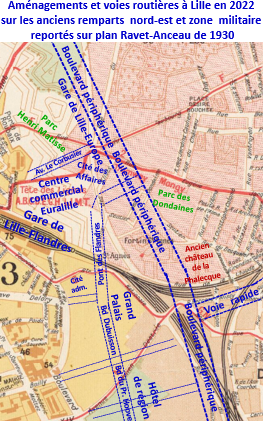
Site d'Euralille I sur plan de 1930

#### Euralille II
Au sud de la porte de Tournai, à l'exception du court tronçon de cette porte à la Noble Tour, qui n’a été concerné par aucun des agrandissements de la ville postérieurs au XIIe siècle, où le tracé de l’enceinte date donc du Moyen Âge, les fortifications sont celles de l’agrandissement des années 1860.
Au sud de la gare, le rempart est démantelé rapidement dans les années 1920 (la porte de Tournai est détruite en 1924 avec l’ancienne porte de Fives murée depuis 1670 découverte à cette occasion) et les terrains à l’est du quartier Saint-Sauveur, entre la voie ferrée et l’ancienne enceinte sont partiellement construits dans l’entre-deux-guerres. Le groupe d’immeubles HBM Gustave Delory est construit en 1925 dans le triangle entre le boulevard du Maréchal Vaillant, la rue Georges Lefèvre et l’avenue Eugène Varlin. La Foire commerciale de Lille s’établit en 1933 dans des bâtiments longeant sur 250 mètres le large boulevard du Président Hoover ouvert à cette époque sur le court tronçon entre la rue Georges Lefebvre et les voies de sorties de la gare Saint-Sauveur comme amorce de l’autoroute Paris-Lille imaginée à cette date. La première auberge de jeunesse de Lille est édifiée en face sur une petite partie du terrain où s’étend actuellement le Grand Palais. Rue Paul Duez, l’immeuble des chèques postaux est construit en 1933, la faculté de Médecine (par la suite faculté de Droit) en 1937, à la même époque un bureau de poste, près de la gare Saint-Sauveur un central téléphonique en 1934, au-delà près de la porte de Valenciennes, l’Institut de mécaniques des fluides (ONERA) en 1934.
Les constructions reprennent après l'interruption de la Deuxième Guerre mondiale, en 1953 par les immeubles de tours HLM face à la foire commerciale, le long du boulevard du Président Hoover prolongé en 1954 par le pont Saint-Sauveur enjambant les voies de sortie de la gare Saint-Sauveur, pour rejoindre l’autoroute Paris-Lille puis par la Cité administrative édifiée en 1958. Des hangars derrière la foire commerciale, complètent cette occupation. Au sud de la gare Saint-Sauveur, l’ensemble HLM Belfort est construit dans le secteur de la porte de Valenciennes.
Contrairement au territoire de l’ancienne zone militaire au nord de la gare, celui entre les voies ferrées de Fives et le quartier Saint-Sauveur était donc en majorité occupé à la fin des années 1950. Les espaces libres se limitaient au terrain entre le boulevard Emile Dubuisson, la rue Javary qui longe la voie ferrée et la Foire Commerciale (emplacement de l'actuel Lille Grand Palais) et au terrain du «Belvédère» entre la gare Saint-Sauveur et le boulevard Paul Painlevé.
La construction de l’ensemble Euralille II est permise par l’abandon de la Foire commerciale en 1997 dont les bâtiments sont ensuite détruits et par le transfert de l’auberge de jeunesse rue Malpart. L’hôtel de Région et le quartier du Bois habité sont établis sur le site de l’ancienne foire commerciale.
Le Grand Palais est construit sur le site de l’ancienne auberge de jeunesse et sur le terrain à usage de parking qui la jouxtait au nord.
La ZAC de la porte de Valenciennes s’étend essentiellement à l’emplacement de l’ensemble de HLM du groupe Belfort construit en 1958-1959, détruit en 2009.

### La création d'Euralille
Lille est désignée dans les années 1960 comme une métropole d'équilibre, afin d'encourager le développement des agglomérations françaises hors de Paris.
Le projet de construction d'un nouveau quartier tourné vers le tertiaire nait sous l'impulsion de Pierre Mauroy au milieu des années 1980, lorsque Lille cherche à se reconvertir après la crise de ses activités industrielles traditionnelles,. Il prend corps lorsque Margaret Thatcher adhère au projet de construction du tunnel sous la Manche et que, en 1987, la SNCF accepte un tracé de la future ligne TGV passant par Lille. La gare de Lille-Europe devient alors la pièce maîtresse de la construction du quartier d'affaires. Mais la ville de Lille financièrement exsangue à cette époque est incapable de faire face aux coûts d'un tel projet urbain. Jean Peyrelevade et Patrick Marnot suggèrent un montage consistant à vendre des droits à construire à de grands promoteurs adossés à des banques. Dès 1988, une petite cellule sous l'autorité de Jean-Paul Baïetto détermine le schéma en triangle du futur morceau de ville à développer. En 1989, Pierre Mauroy devient, en plus de maire de Lille, le président de la Communauté urbaine de Lille,. L'année suivante, la société anonyme d'économie mixte Euralille, chargée de l'aménagement et du développement du nouveau quartier, est ainsi créée. L'investissement initial passe notamment par la vente d'une cinquantaine d'hectares d'anciens casernements, fortifications et terrains vagues appartenant à la Ville de Lille devenus obsolètes.
Le quartier d'Euralille est inauguré en 1994, après l'arrivée de la LGV Nord à Lille. Il est aujourd'hui le troisième quartier d'affaires de France après La Défense et La Part-Dieu.
Euralille s'étend sur près de 110 hectares et comprend plus de 740 000 m2 de planchers associant bureaux, activités, commerces, logements et équipements, ainsi qu'un important programme d'espaces verts et d'espaces publics.
Rem Koolhaas est l'architecte-urbaniste qui a conçu l'ensemble du projet urbain. Les architectes Jean Nouvel, Christian de Portzamparc ou Claude Vasconi y ont participé à travers la réalisation de bâtiments individuels, notamment Christian de Portzamparc avec la tour surnommée la « Chaussure de ski » ou le « Flipper ».

## Urbanisme d'Euralille

### Tours et Immeubles de Grande hauteur
- La Tour de Lille, œuvre de l'architecte Christian de Portzamparc, est d'une hauteur de 120 m, ce qui lui vaut d'être la cinquième plus haute tour de province derrière les tours Incity et Part-Dieu à Lyon, la tour CMA-CGM à Marseille et de la tour de Bretagne de Nantes. Elle présente la particularité de surplomber la gare TGV Lille Europe et de n'avoir aucune arête parallèle à une autre. La "tour du Crédit Lyonnais" est devenue symbole du renouveau de la métropole lilloise : elle change de nom en 2006 pour s'appeler Tour de Lille.
- La Tour Lilleurope est signée des architectes Claude Vasconi et Jean-Claude Burdèse, elle fut inaugurée en 1995 et possède une surface de 27 437 m2. D'une hauteur de 110 m, soit 10 m de moins que sa voisine, elle possède néanmoins 4 étages en plus. Sa structure mixte associe le béton et la charpente métallique. Elle a aussi pour caractéristique d'enjamber les voies SNCF au-dessus de la gare de Lille-Europe.
- La Tour MEL est en projet. Haute de 130 mètres, elle prendrait place au niveau d'Euralille I - Secteur Square Métropolitain d'ici 2023 et serait le nouveau siège de la Métropole européenne de Lille.
- La Tour Chaude-Rivière (dite lot 10.6) est un projet qui apparait sur les plans de masse pour Euralille 3000. Une tour de 180 mètres de haut et de 45 000 m2 à usage mixte est prévue. Une consultation a été lancée en mai 2016 par la SPL Euralille. Le concours d'architectes est finalement remporté par le cabinet de Philippe Chiambaretta PCA Stream avec l'immeuble Shake dont la surface est de 30 000 m2 et la hauteur de 56 mètres environ[19].
- Les tours Eurocity I, Eurocity II, Eurocity III, Eurocity IV et Eurocity V sont attenantes au centre commercial et mesurent chacune 59,30 mètres. Les trois premières tours ont été inaugurées en même temps que le quartier, la quatrième a été construite au début des années 2000 et la cinquième a été inaugurée à l'été 2009[20]. À l'ouverture du centre commercial en 1994, seules trois tours étaient terminées : - Eurocity I, = les Citadines, présente un hôtel de 101 chambres (6 255 m2) ; 1992-1994. - Eurocity II, = les Studiantes, est une résidence étudiante de 198 chambres (6 617 m2) ; 1992-1994. - Eurocity III proposait à son ouverture 6 240 m2 de surfaces tertiaires ; 1992-1994. En 2013, la décision est prise de transformer cet espace afin de créer 88 logements. Pendant une décennie, le centre commercial ne changea pas de visage et il faudra attendre 2003 pour que la suite du programme continue : - Eurocity IV, = Métropole Europe, présente un hôtel de 161 chambres (6 502 m2) ; 2003-2005. - Eurocity V, = Campuséa, est une résidence étudiante de 210 logements (6 706 m2) ; 2007-2009. Pour terminer, signalons que cet ensemble est également composé de : - une salle de concert, l'Aéronef (tendance rock) de 2 332 m2 située entre Eurocity II et III ; 1993-1995. - une école de commerce (SKEMA Business School) de 11 000 m2 située entre Eurocity III, IV et V ; 1993-1995.
- Le programme Ekla Life & Business dont les travaux ont débuté en 2016 et se sont achevés en août 2018. Il fait 54 mètres et 17 étages. Il a été réalisé par Icade, l'agence d'architecture retenue est Lipsky-Rollet Architectes.

| Nom                                   | Hauteur    | Statut     | Année |
| ------------------------------------- | ---------- | ---------- | ----- |
| Tour de Lille                         | 120 mètres | Construite | 1995  |
| Tour Lilleurope                       | 110 mètres | Construite | 1995  |
| Cité administrative                   | 76 mètres  | Construite | 1965  |
| Conseil Régional des Hauts-de- France | 67 mètres  | Construit  | 2008  |
| Tour Eurocity I                       | 59 mètres  | Construite | 1994  |
| Tour Eurocity II                      | 59 mètres  | Construite | 1994  |
| Tour Eurocity III                     | 59 mètres  | Construite | 1994  |
| Tour Eurocity IV                      | 59 mètres  | Construite | 2005  |
| Tour Eurocity V                       | 59 mètres  | Construite | 2008  |
| Shake                                 | 56 mètres  | Construite | 2022  |
| Ekla Life & Business                  | 54 mètres  | Construit  | 2019  |
| Le Forum                              | 52 mètres  | Construit  | 1974  |

### Autres
- Le centre commercial Westfield Euralille (Jean Nouvel, 1994) comprend un hypermarché Carrefour de 12 000 m2 et une galerie marchande de 120 boutiques, pour un total de 66 000 m2 de surfaces de vente.
- La Maison de l'Architecture et de la Ville (MAV) (X'TU, 2006) est située sous le viaduc Le Corbusier.
- Lille Grand Palais (Rem Koolhaas/OMA, 1994), initialement nommé "congrexpo", rassemble sous son toit elliptique le Zénith-Arena (salle de concert de 7 000 places), trois amphithéâtres et un hall d'exposition. C'est le seul site de France à réunir ces trois infrastructures sous le même toit.
- L'Institut National de la Propriété Industrielle (INPI) (ACT, 2000) a décentralisé ses locaux à Euralille.
- Le parc Henri-Matisse (Gilles Clément/Empreinte) est avec ses 8 hectares le principal poumon vert d'Euralille.
- La Gare de Lille-Flandres qui accueille tous les TER de la région ainsi que quelques TGV (notamment direction Gare de Paris-Nord), trains Corail, ainsi que les trains hors Thalys en direction de la Belgique.
- La Gare de Lille-Europe (JM. Duthilleul/AREP, 1994) accueille les TGV, les Thalys et les Eurostar.
- L'Aéronef (Jean Nouvel, 1995), salle de spectacle.
- Le centre commercial Mamma Shelter créé en 2019 sur le contour de l'ancien bastion Saint-Maurice au nord de la place Saint-Hubert et en bordure des anciennes casernes Souham.

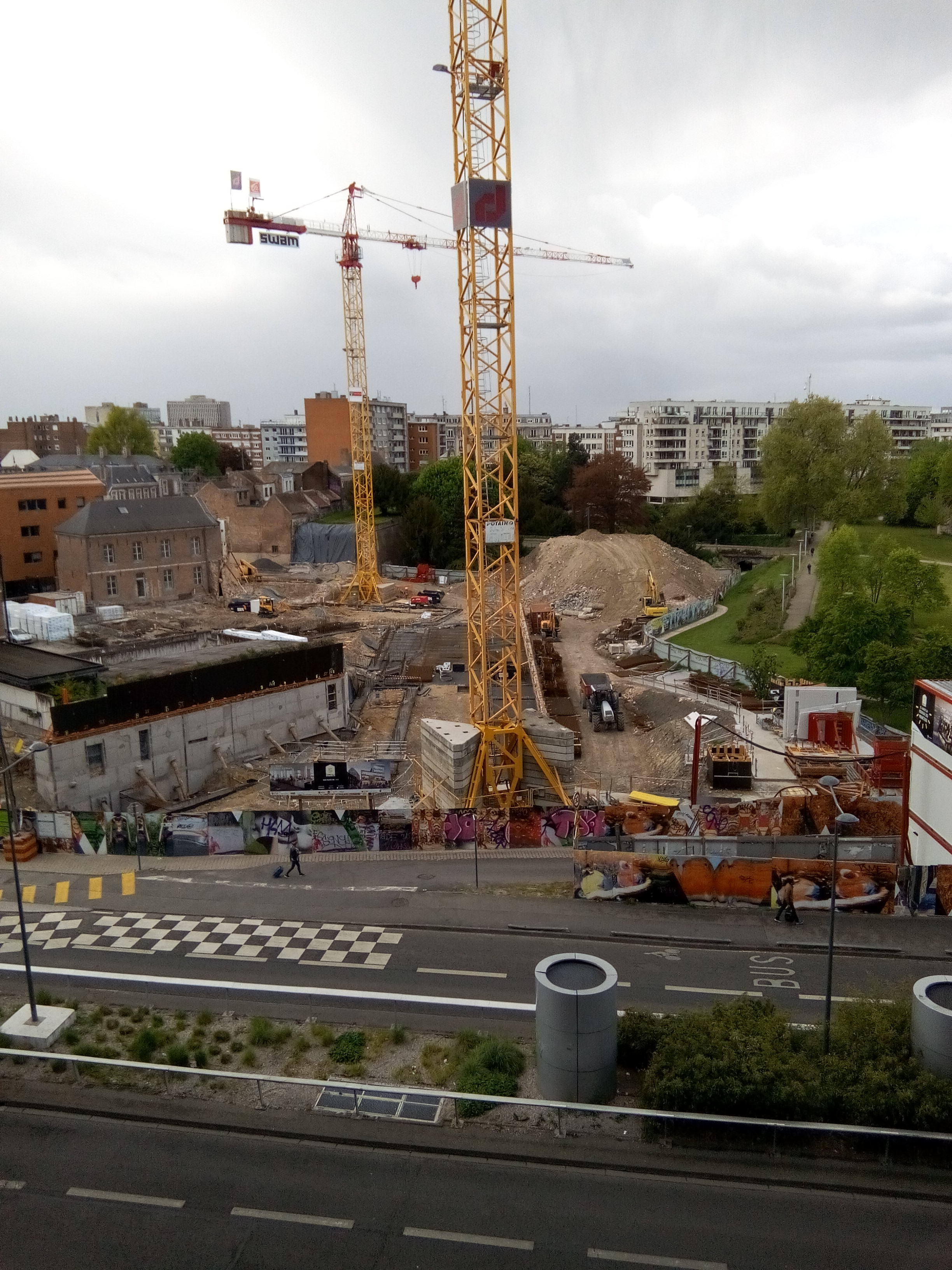
Extension d'Euralille

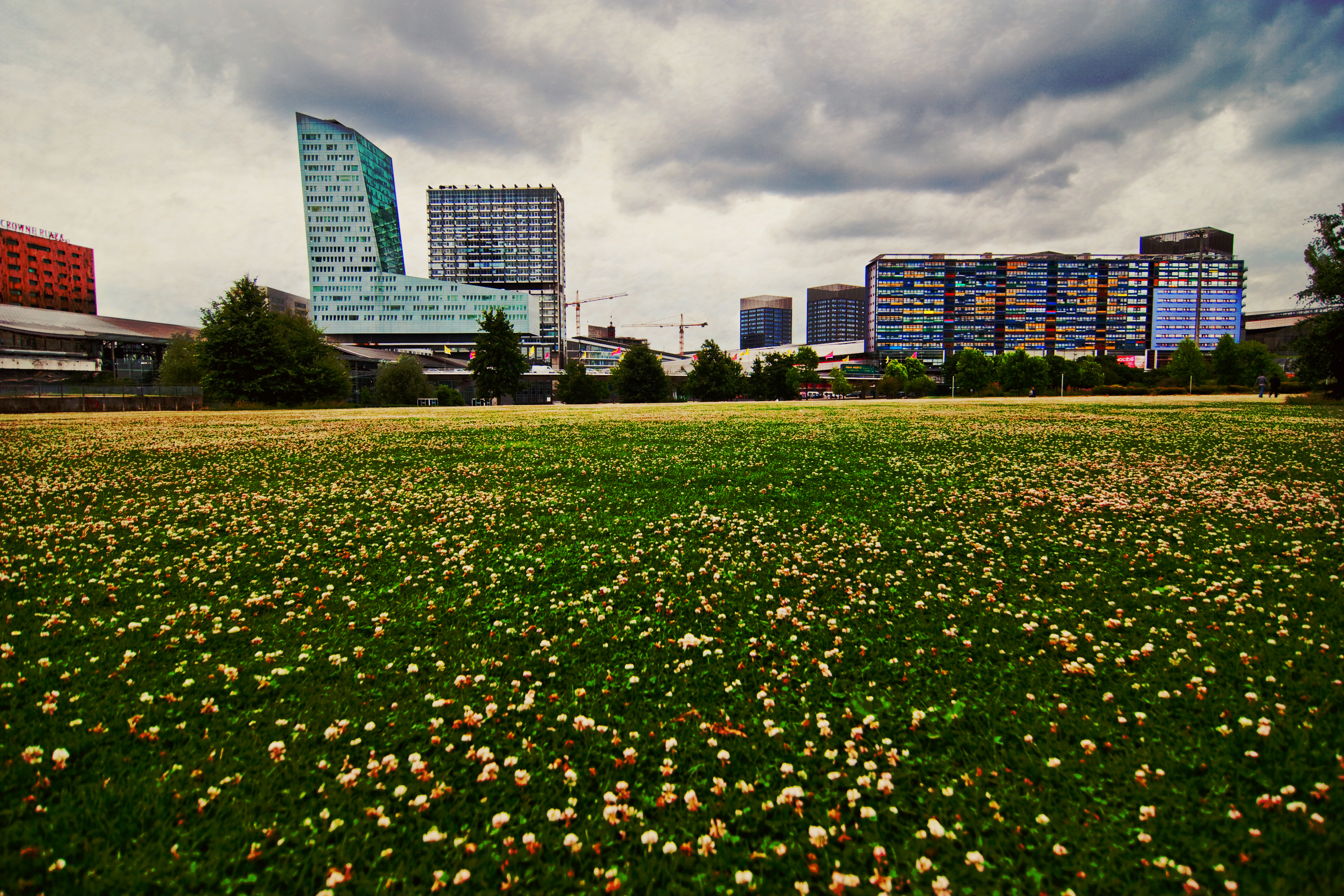
Euralille.
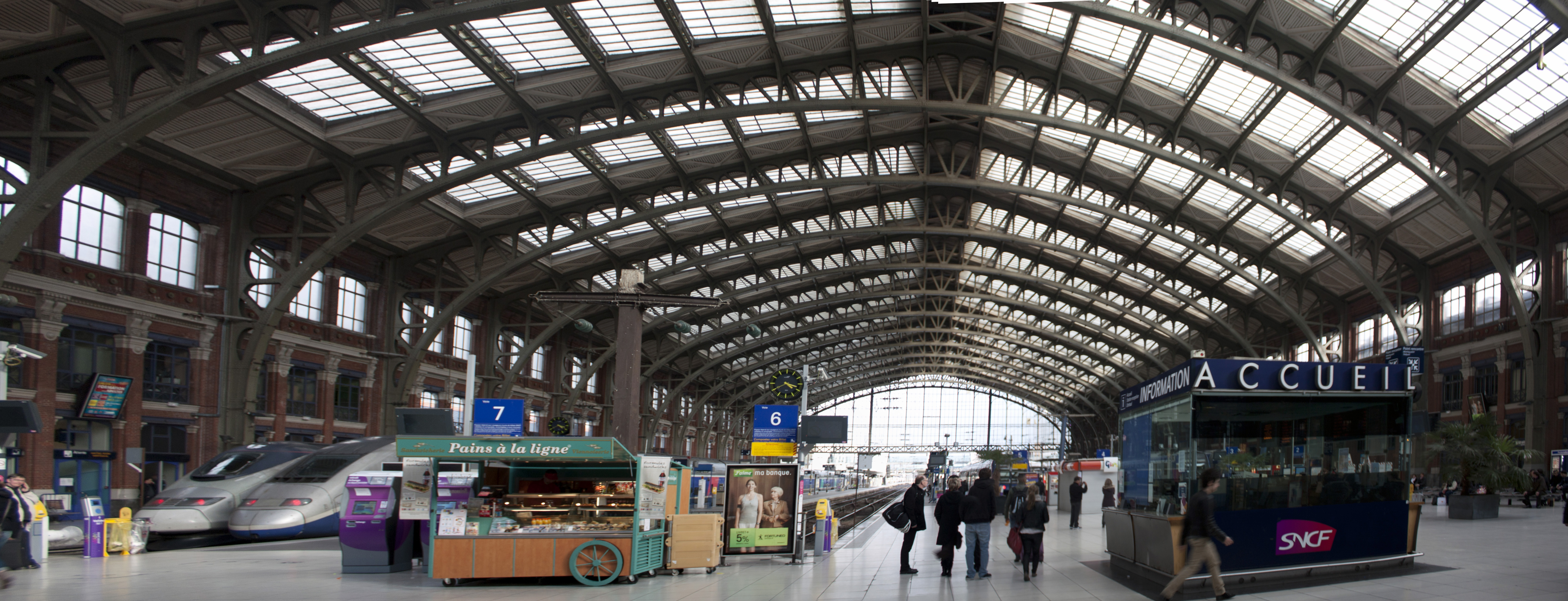
Gare de Lille-Flandres.
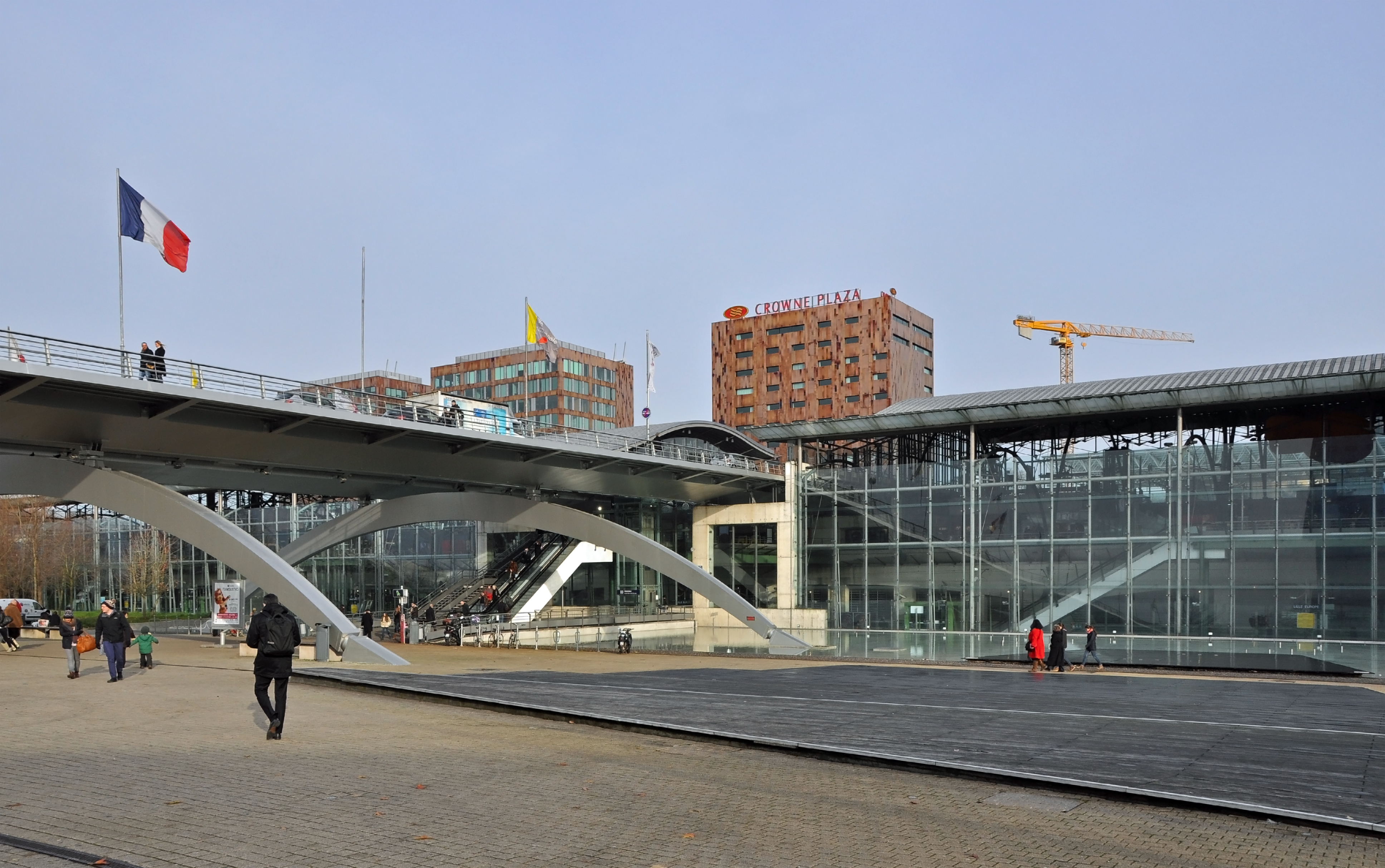
Parvis Euralille-Gare de Lille-Europe.
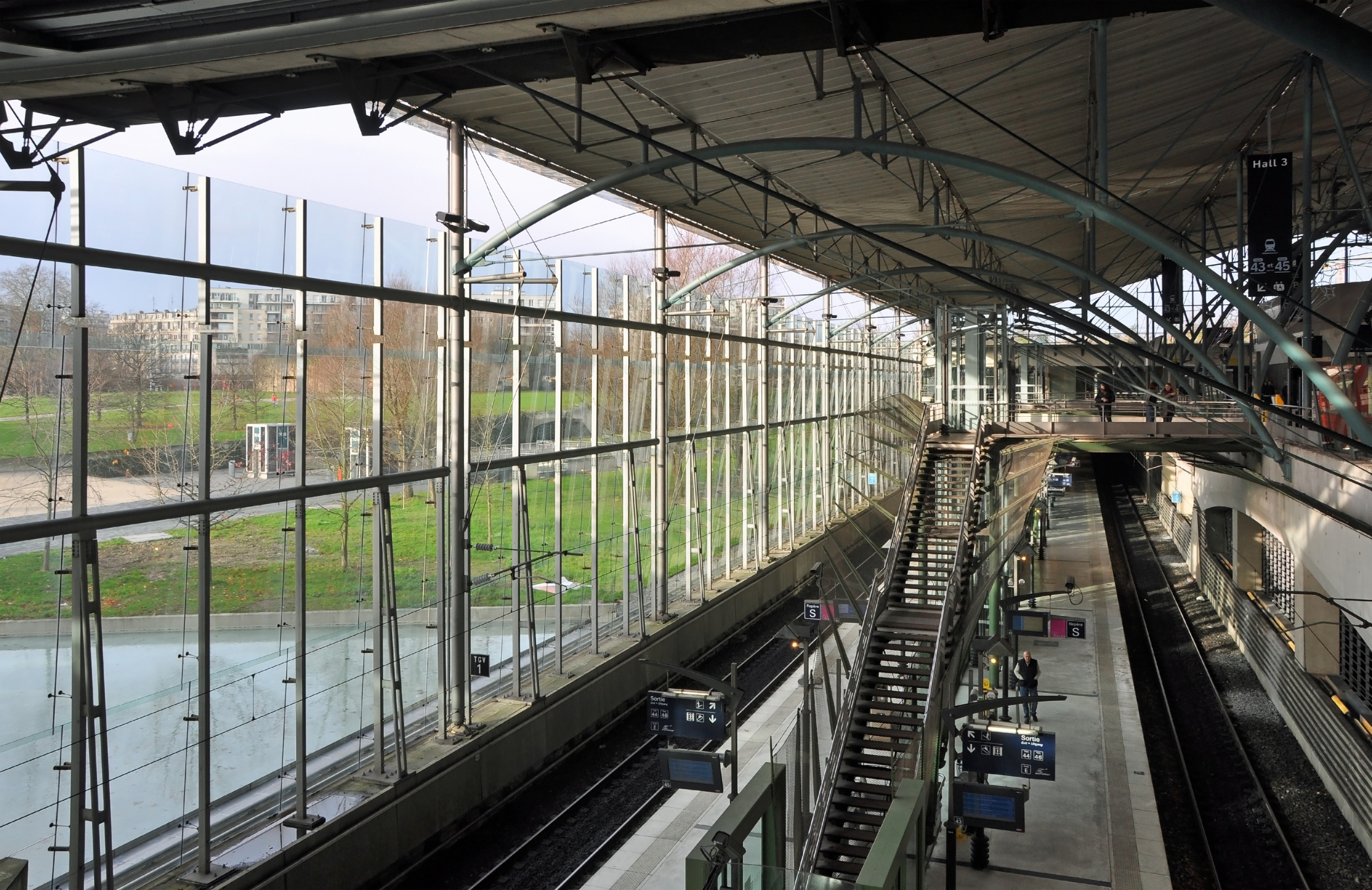
Gare de Lille-Europe.

## Offre hôtelière
- Hôtel Casino Barrière Lille, hôtel 5 étoiles, 125 chambres et 17 suites grand confort
- L'Hôtel Crowne Plaza Lille, hôtel 4 étoiles, 121 chambres, dont une suite, réparties sur 10 étages
- Suite Novotel Lille Europe, hôtel 3 étoiles, 126 suites de 30 m2
- L'Hôtel Lille Europe, hôtel 3 étoiles, 97 chambres
- Les Citadines Appart'hôtel, résidence, 101 chambres ou appartements
- Séjours & Affaires Lille-Europe, résidence hôtelière, 119 chambres ou appartements

## Euralille et le stationnement
Comme toutes les grandes villes, le stationnement pose problème à Lille à ceux qui se déplacent en voitures. De 2006 à 2008, un nouveau parking souterrain a été construit à côté du siège de la Métropole européenne de Lille. Il comporte six niveaux.
De manière générale, chaque tour d'Euralille possède ses propres parkings souterrains.

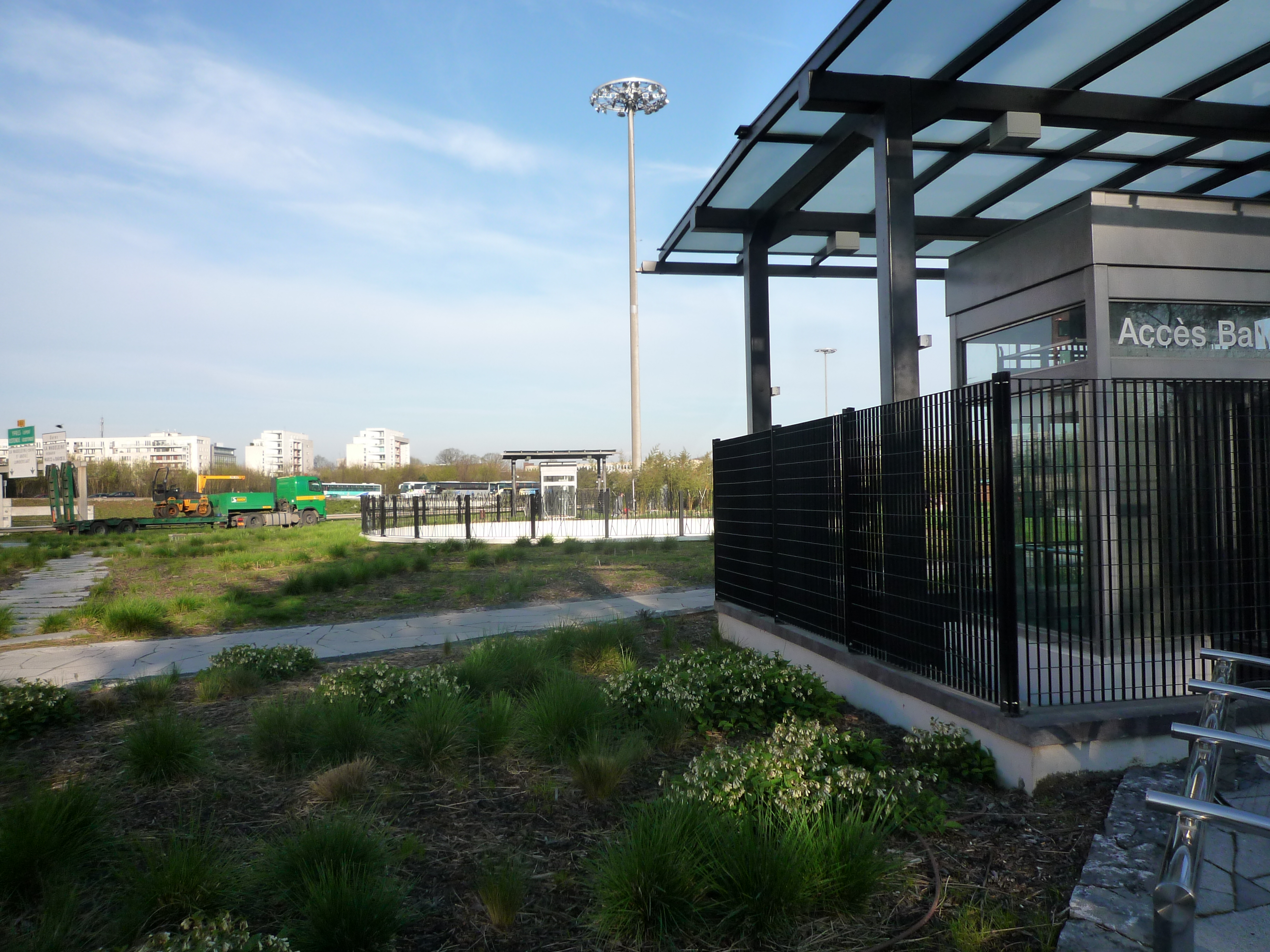
Ce dernier est quasi-invisible depuis la surface.

## Les différents secteurs d'Euralille
Euralille est actuellement composé de trois grandes opérations : Euralille I, Euralille II et la ZAC Porte de Valenciennes. Une nouvelle extension, la ZAC Saint-Sauveur, est à l'étude.

### Euralille I

#### Euralille I - Secteur central
Le secteur central se situe autour des gares de Lille-Flandres et Lille Europe. Il rassemble près de 350 000 m2 de surfaces bâties et compose le cœur d'Euralille, avec notamment :
- La Tour de Lille.
- La Tour Lilleurope.
- Les tours Eurocity I, Eurocity II, Eurocity III, Eurocity IV et Eurocity V regroupant entre autres l'Aéronef (salle de concert) et l'école de commerce SKEMA Business School.
- Lille Grand Palais (Palais des congrès (avec amphithéâtres, salles et espaces), Parc des expositions (3 halls de 20 000 m2) et Zénith Arena (7 000 places).
- Le centre commercial Euralille comprend 66 000 m2 de surfaces de vente.
- SWAM (De Alzua+ / 2018) ouvert en 2019 entre la  caserne Souham et la place Saint-Hubert composé de 3 460 m2 de bureaux, de 2 480 m2 de commerces, d'un bar-restaurant panoramique de 720 m2 pour 200 couverts, d'un hôtel Mama Shelter de 112 chambres sur 7 niveaux en août 2019[21], et de 96 places de parking pour un total de 12 140 m2.

Sur 90 hectares, le secteur Central est composé de :
- 59 000 m2 de logements,
- 100 000 m2 de bureaux,
- 89 000 m2 de commerces et activités,
- 76 000 m2 d'équipements,
- 15 000 m2 d'hôtels,
- 8 hectares d'espaces verts.

L'aménagement du secteur a été confié à la SPL Euralille sur les plans de l'agence Rem Koolhaas/OMA, les travaux ont débuté en 1991 pour se terminer en 2015. Depuis 2015, l'opération Euralille 3000, également menée par la SPL Euralille, sur les plans de l'agence Saison-Menu Architectes, vise à densifier et rendre vivant le quartier d'Euralille ainsi que de conforter son rôle de hub métropolitain au nord de Paris.

#### Euralille I - Secteur Saint-Maurice
Face aux tours de Lille et de Lilleurope, le secteur Saint-Maurice s'étend jusqu'aux anciennes maisons du faubourg Saint-Maurice Pellevoisin, le long de la rue du Faubourg de Roubaix. Le quartier se caractérise par une grande diversité architecturale et par la qualité des espaces publics mis en œuvre. Le parc des Dondaines et sa ferme, au sud, et le jardin du cimetière de l'Est, au nord, en font l'un des quartiers les plus verts de la ville. Le secteur est composé d'immeubles à vocation mixte (résidentiel, tertiaire) et de cellules au niveau des rez-de-chaussée dédiées aux commerces et aux activités.
Il est séparé du secteur central par le boulevard périphérique est de Lille.
Sur 15 hectares, le secteur Saint-Maurice est composé de :
- 35 000 m2 de logements,
- 21 000 m2 de bureaux,
- 3 600 m2 de commerces et activités,
- 300 m2 d'équipements,
- 0,5 hectare d'espaces verts.

L'aménagement du secteur a été confié à la SPL Euralille, les travaux ont débuté en 1998 pour se terminer en 2013.

#### Euralille I - Secteur Romarin

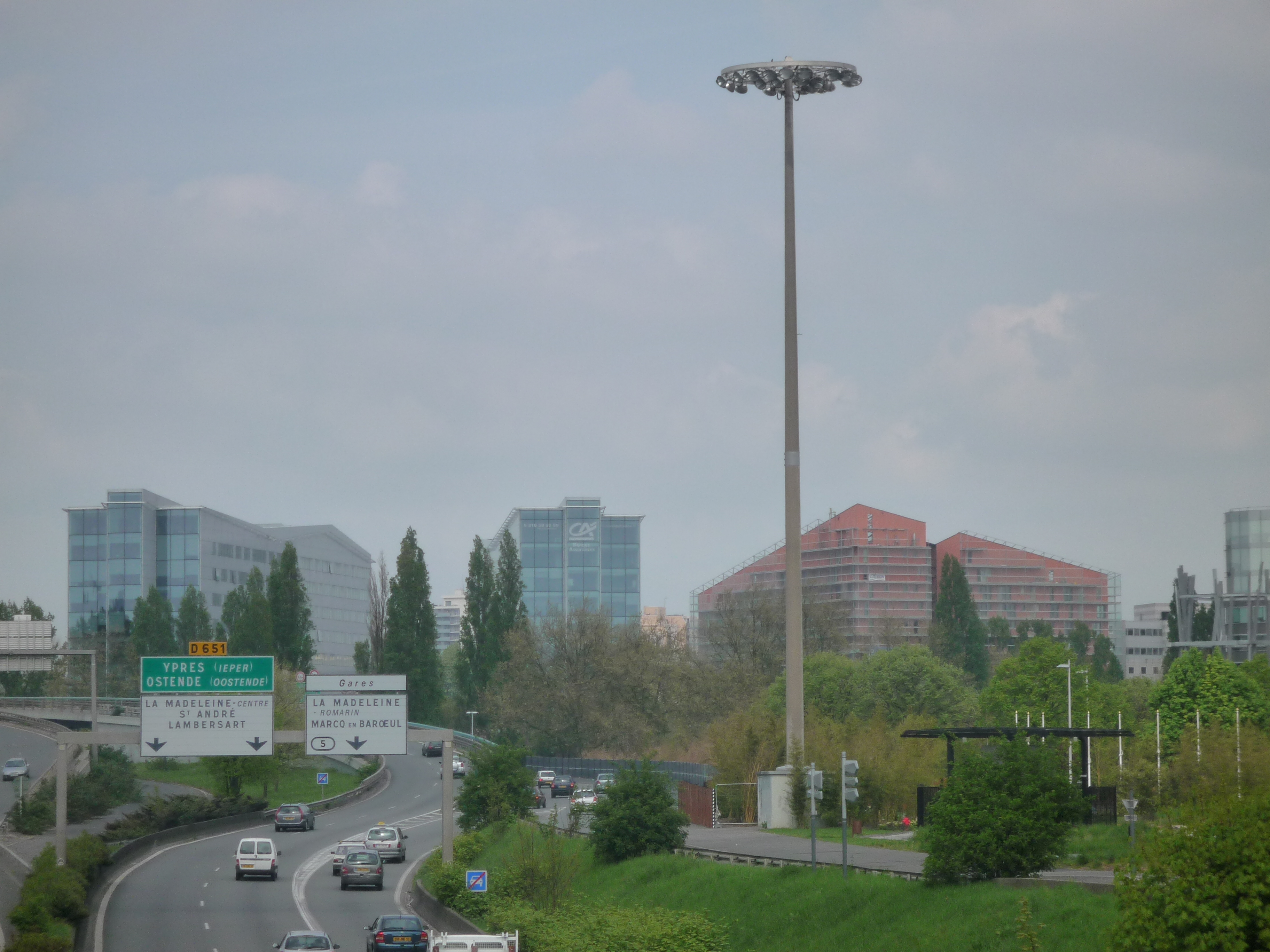
Le quartier du Romarin apparait à l'horizon.

Le Romarin se situe de part et d'autre du Grand Boulevard, sur la commune de La Madeleine, c'est-à-dire dans la partie nord d'Euralille. Ce secteur se compose d'immeubles de bureaux et de logements qui dépassent rarement les 40 mètres.

#### Euralille I - Secteur Chaude Rivière
Toponymie : Ce nom (Chaude Rivière) vient de la présence de plusieurs « sources artificielles » (forées jusqu'à « 13 à 15 m environ ») qui alimentaient une rivière (un canal) qui ne gelait jamais près de ces sources ; il y avait selon Féron (en 1806) 12 à 15 de ces sources, dont plusieurs se sont taries « plusieurs années » avant 1806. Ces tarissements ont été attribués aux effets de l'assèchement des marais qui étaient autrefois alimentés par la Marque non loin de Fives, ce qui a aussi eu pour conséquence de supprimer l'inondation hivernale des carrières de Lezennes dans lesquelles on a alors pu travailler au sec toute l'année (alors qu'il fallait antérieurement attendre avril-mai).
Pour arriver à la nappe qui alimentait la « rivière chaude », il fallait traverser « 10 mètres de marne, un mètre ou deux de chaux carbonatée, un lit de cailloux mêlé de marne, suivi d'une couche de marne plus pure, et au-dessous une pierre dure, de couleur grisâtre, veinée et polie dans sa cassure, que les ouvriers nomment la môle ou le toit. Cette pierre, qui n'a à Fives qu'environ 16 cm. d'épaisseur, en a plus de 52 cm dans les fortifications de Lille. Cette table, posée sur du sable qui est soutenu par un lit d'argile, sur lequel les eaux circulent. Quoique ces sources sont très profondes, elles donnent, habituellement, une grande quantité d'eau, elles ont tari il y a cinquante ans (vers 1750) ; une seconde fois, il y a trois ans (1803) , le canal s'est trouvé à sec ».
Toujours selon Féron (en 1806), « La température de l'eau de la Chaude-Rivière est toujours au-dessus de la glace ; elle ne gèle que lorsqu'elle approche de la ville, à peu-près à 500 toises de son origine. Elle est limpide et légère ; elle ne contient pas 4 décigrammes de substances étrangères par litre. Huit décigrammes du résidu d'évaporation ont fourni 5 grammes de carbonate de chaux, 1 de muriate de soude, 0,750 de muriate de chaux, 0,345 de sulfate de chaux, 0,260 de muriate de magnésie, 0,250 de silice, 0, 120 de nitrate de potasse et des quantités inappréciables de fer et magnésie. Cette eau peut être employée, avec avantage, à tous les usages de l'économie domestique ; exposée et battue à l'air, une portion d'acide carbonique se dégage et laisse précipiter une partie du carbonate de chaux qu'elle tient en dissolution, ce qui la rend encore plus légère ; l'ébullition opère promptement cet effet : elle dissout fort bien le savon; aussi blanchisseurs y employent-ils avec succès ; ils disent qu'elle économise le bleu. On peut en faire une utile application aux Arts. »
La légende explicative d'un tableau du musée de Lille, de Louis Watteau, intitulé « Tableau du Bombardement de Lille en 1792 » évoque (en légende no 24) l'« inondation de la lunette de Fives formée par la Chaude-Rivière », montrant que ce secteur pouvait être inondé pour des besoins de défense, comme d'autres parties de Lille ou de sa périphérie.
Le secteur Chaude-Rivière prend place au sud-est d'Euralille, dans la continuité directe des aménagements du secteur central. Il est actuellement en construction.
- Un immeuble de grande hauteur apparait sur une vidéo de démonstration[27]. Il est situé à côté du périphérique[28]. Il correspond au lot 10.6 d'Euralille, prévu pour accueillir la Tour Chaude-Rivière. La SPL Euralille a lancé une consultation en mai 2016 concernant l'aménagement de ce lot. Cette consultation aboutit à l'immeuble Shake d'une hauteur moindre mais avec 30 000 m2 de surface de bureaux.
- Le programme Ekla Life & Business est en cours de construction. C'est un programme mixte qui comprend une tour de 54 mètres et 17 étages. Les travaux ont débuté en 2016 et la livraison du programme est prévue en 2018. Il est réalisé par Icade, l'agence d'architecture retenue est Lipsky-Rollet Architectes.
- L'hôtel casino Lucien Barrière est construit en 2010. Il a été réalisé par l'architecte Jean-Paul Viguier.
- L'immeuble Onix possède huit étages, en plus du rez-de-chaussée[29].

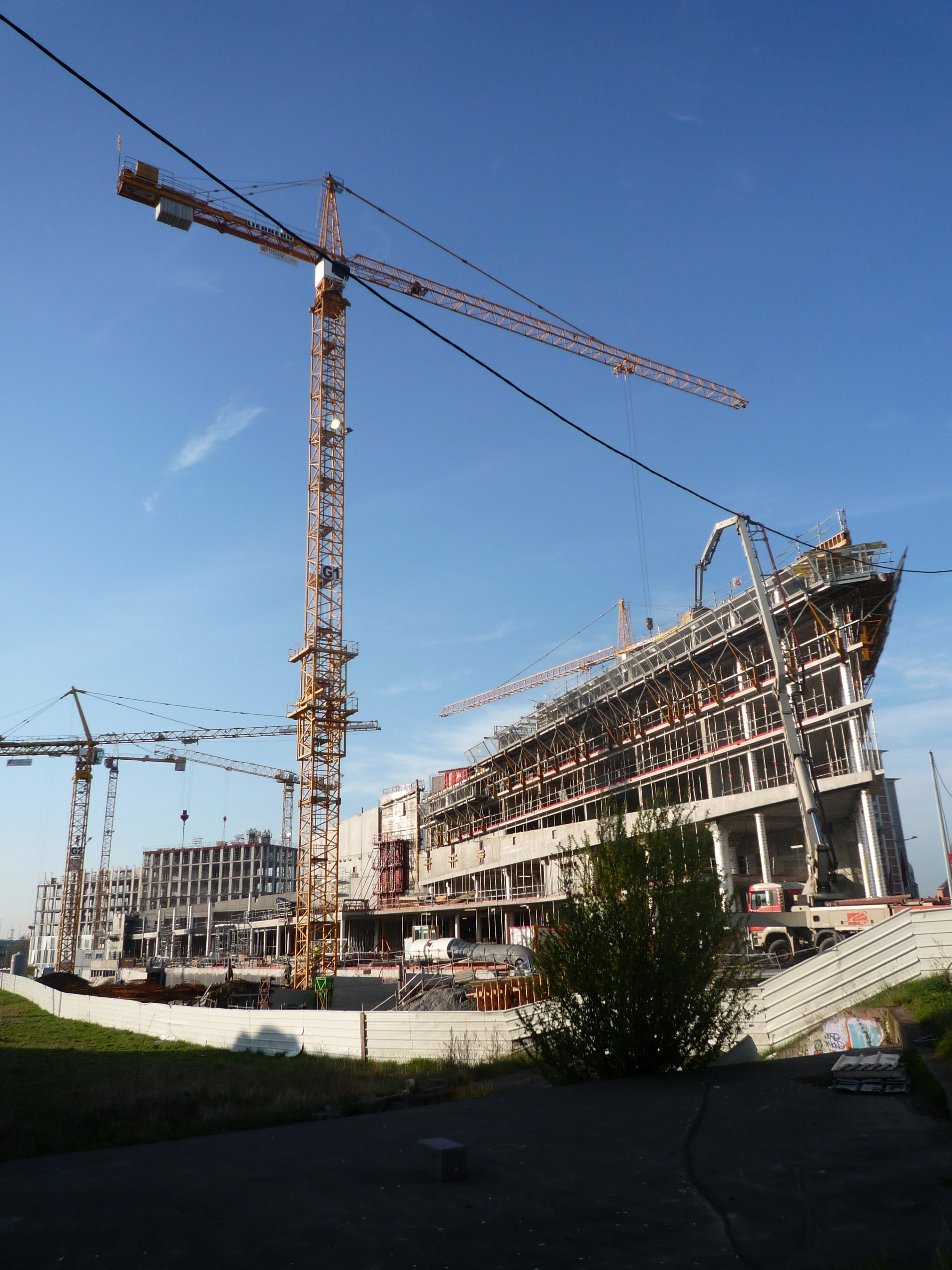
Construction du casino
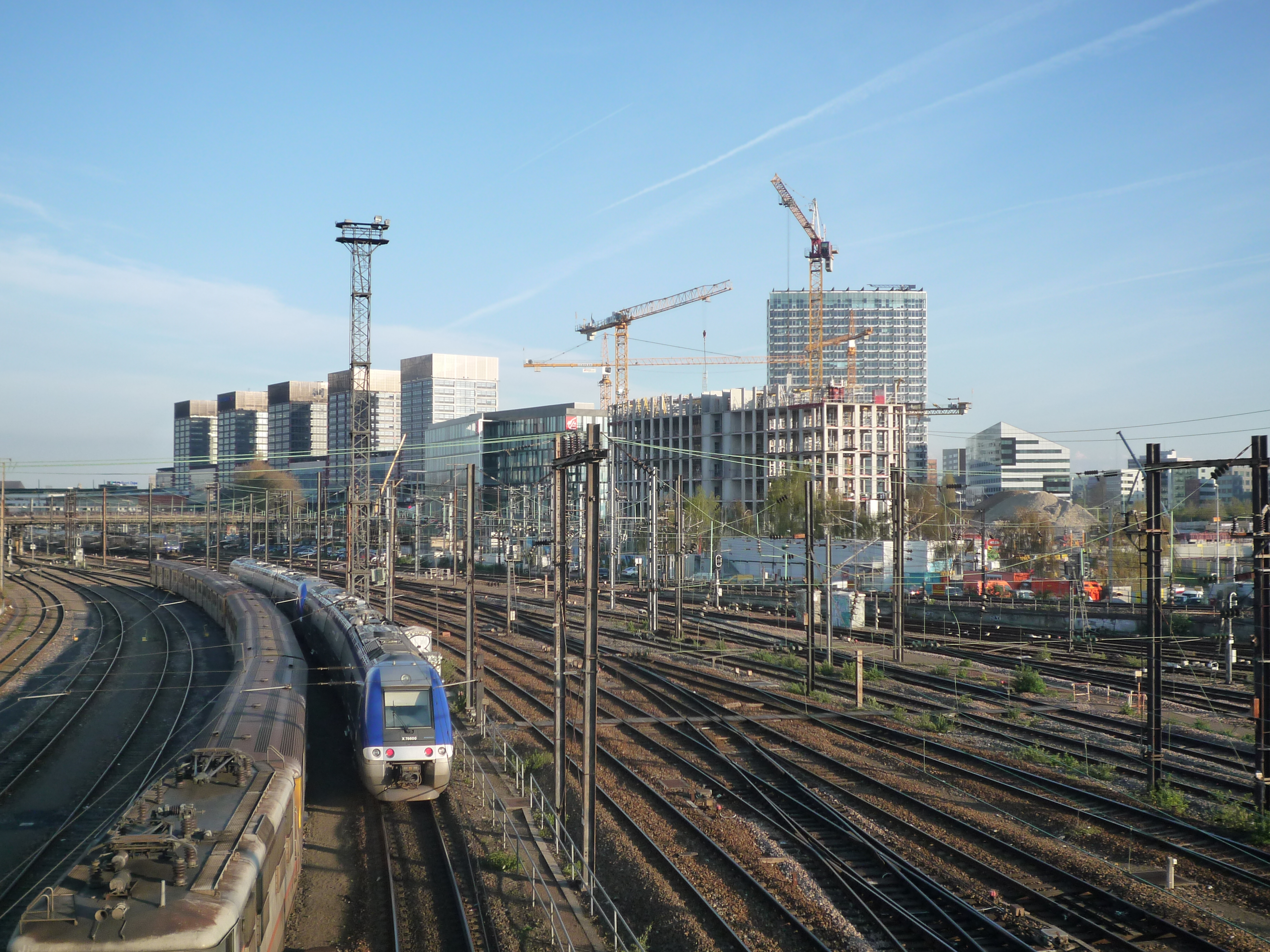
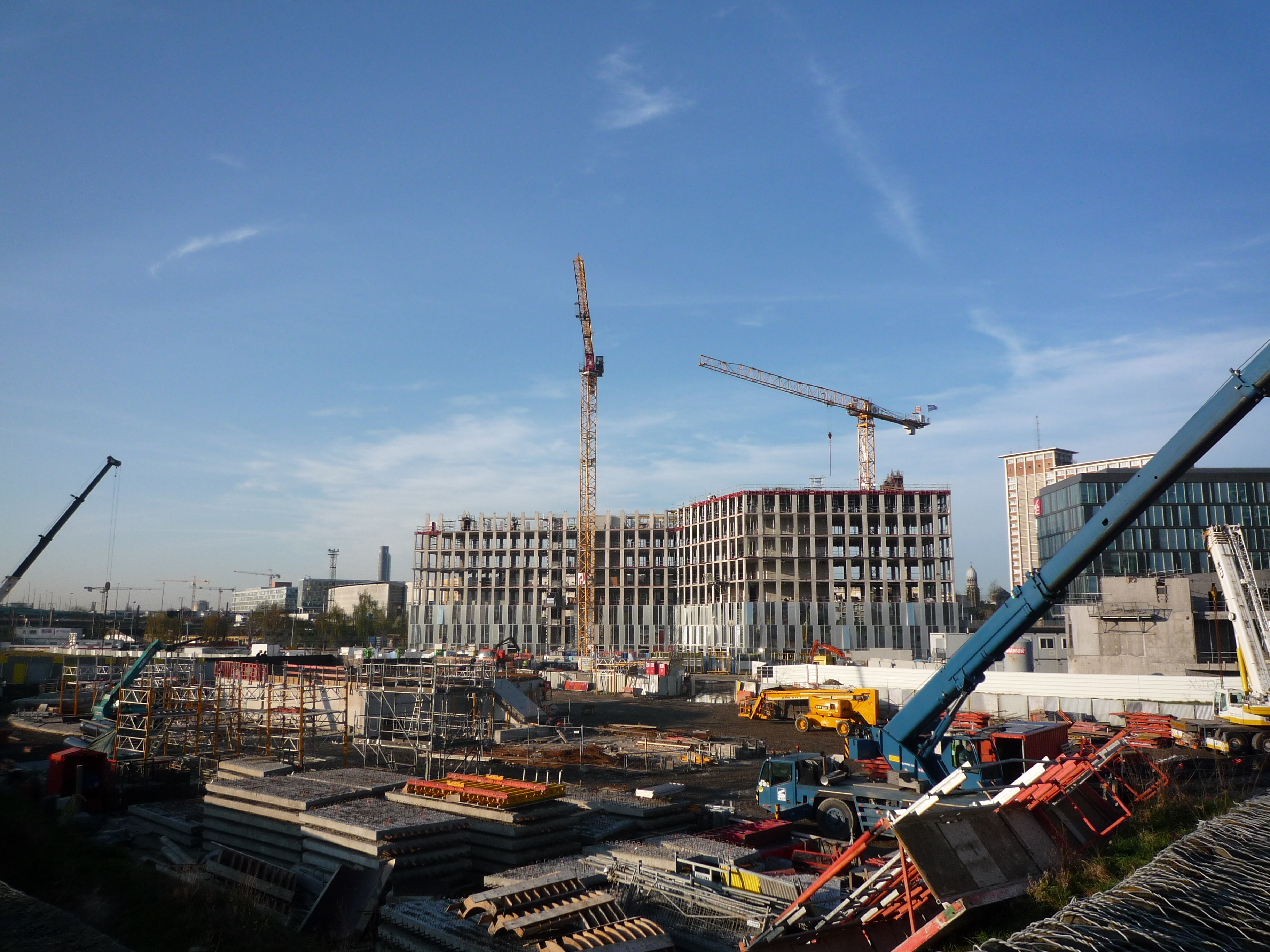
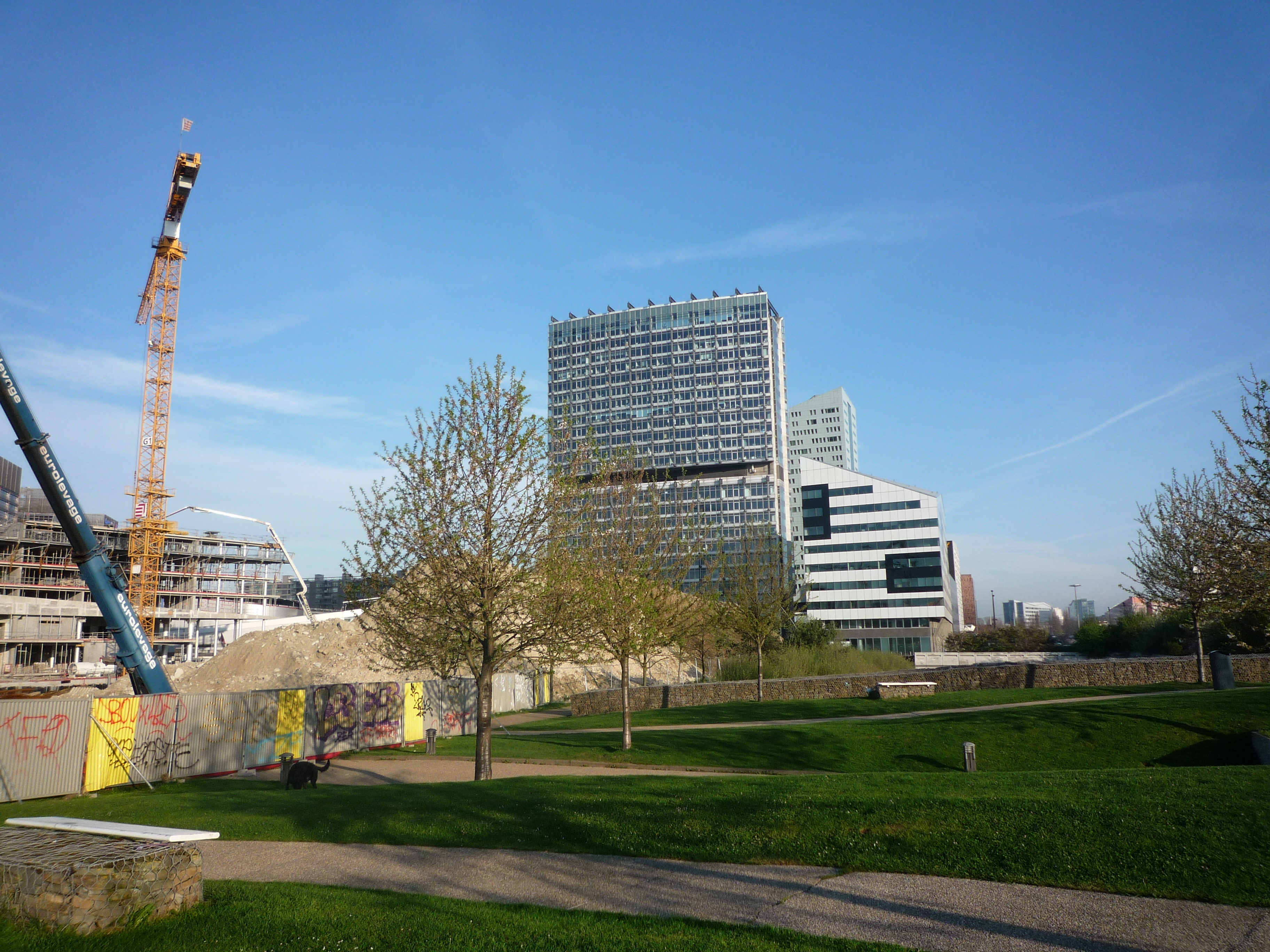
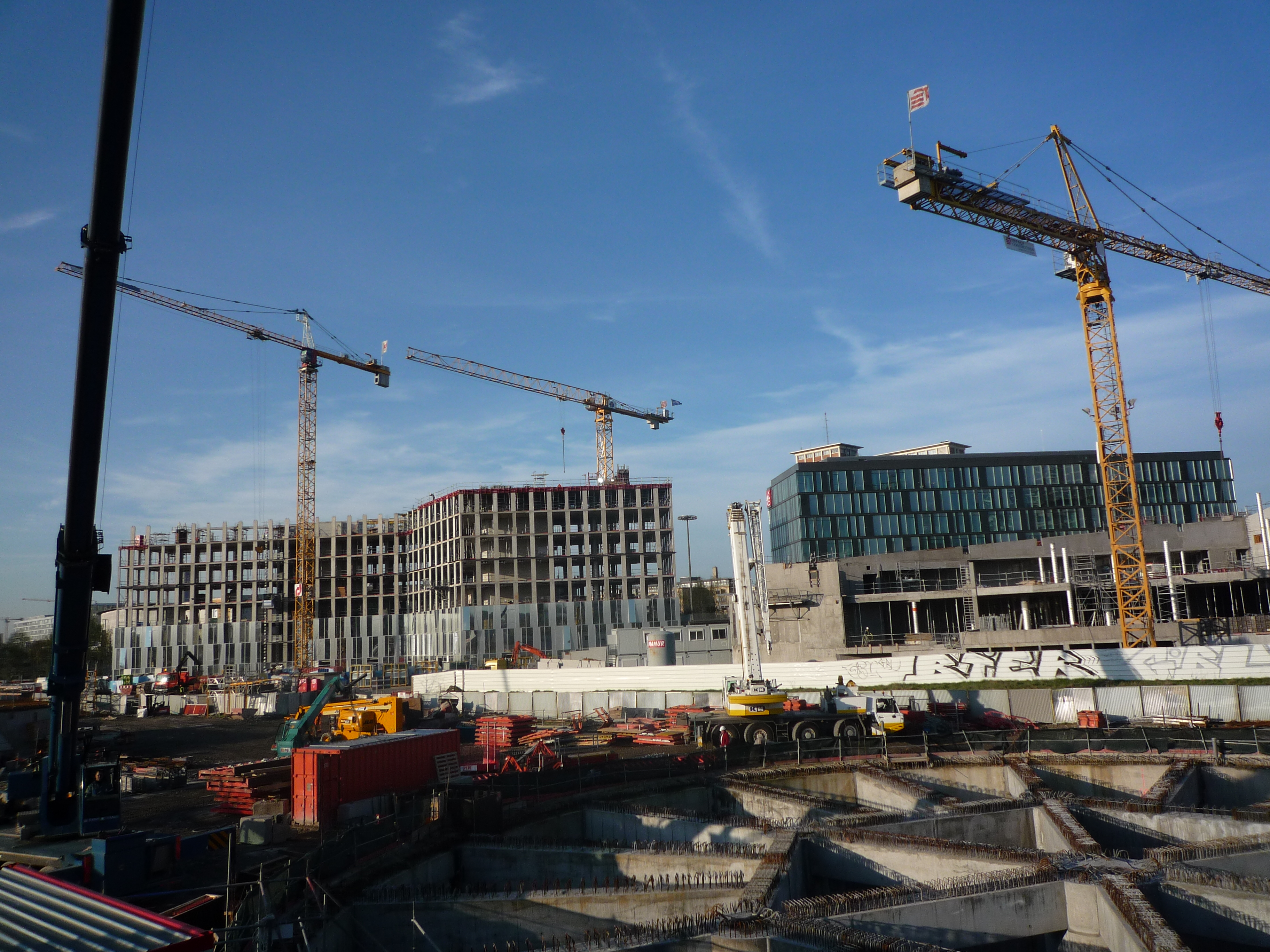
Au fond, à gauche, l'immeuble Onix.
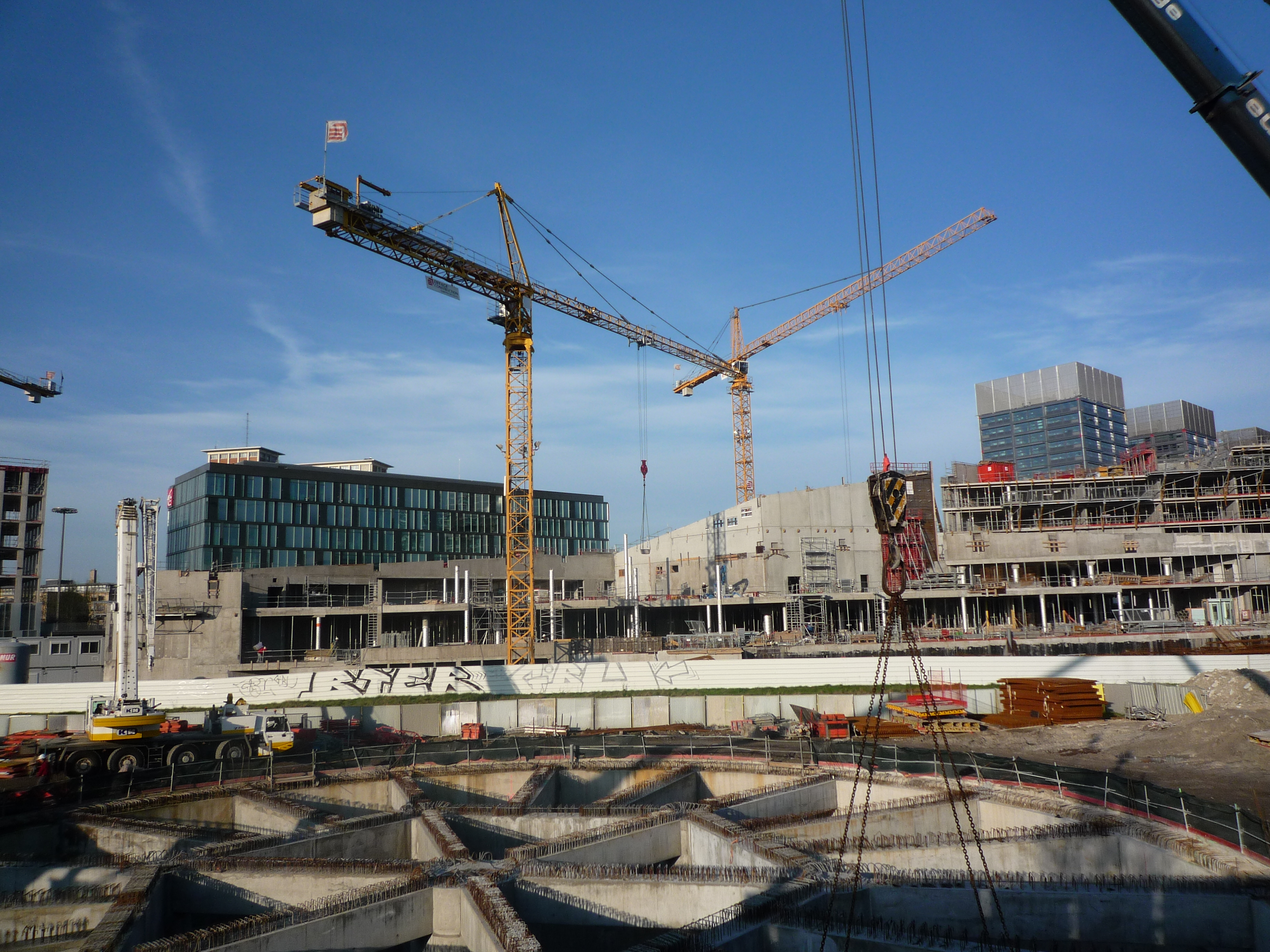
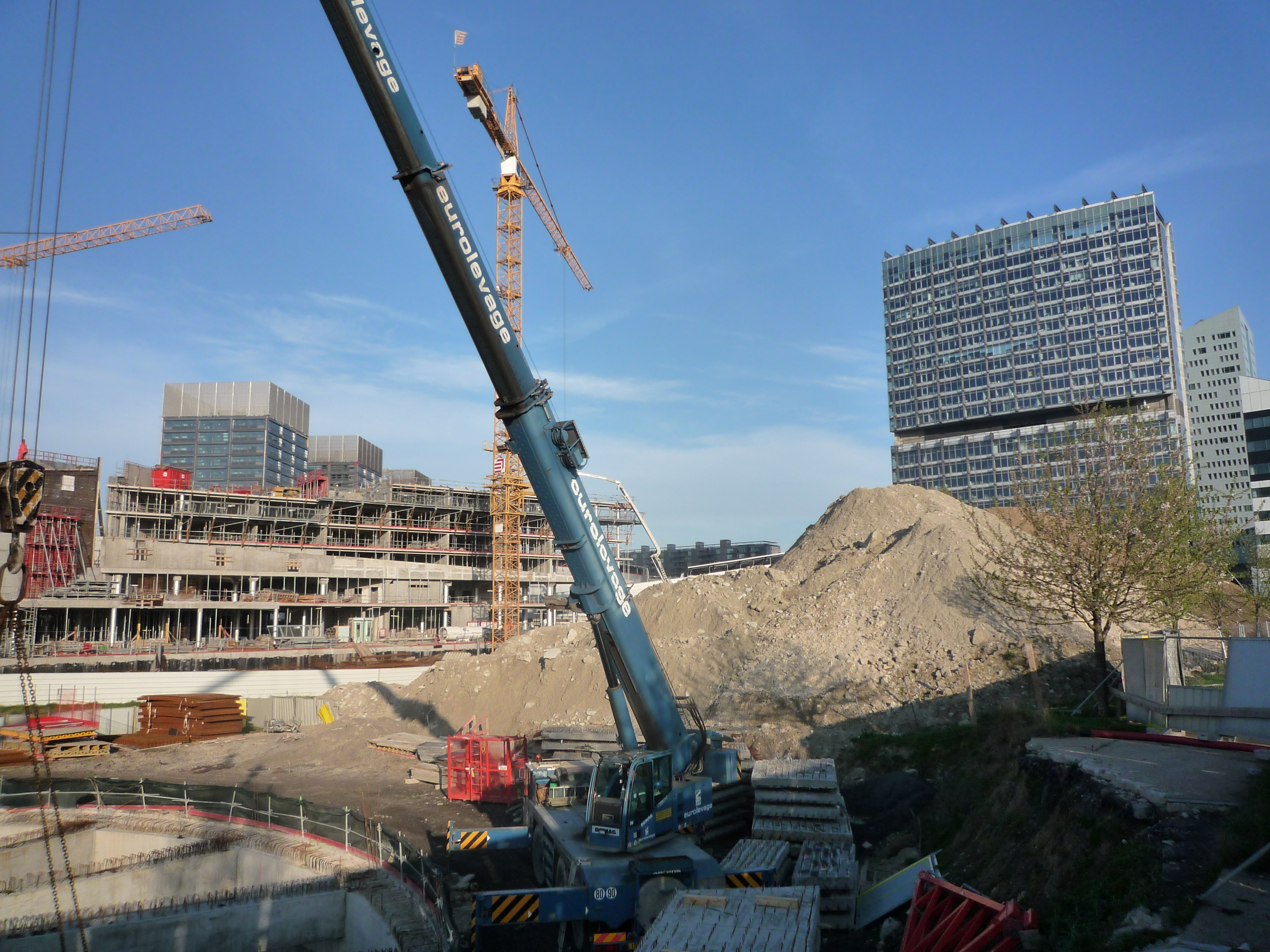
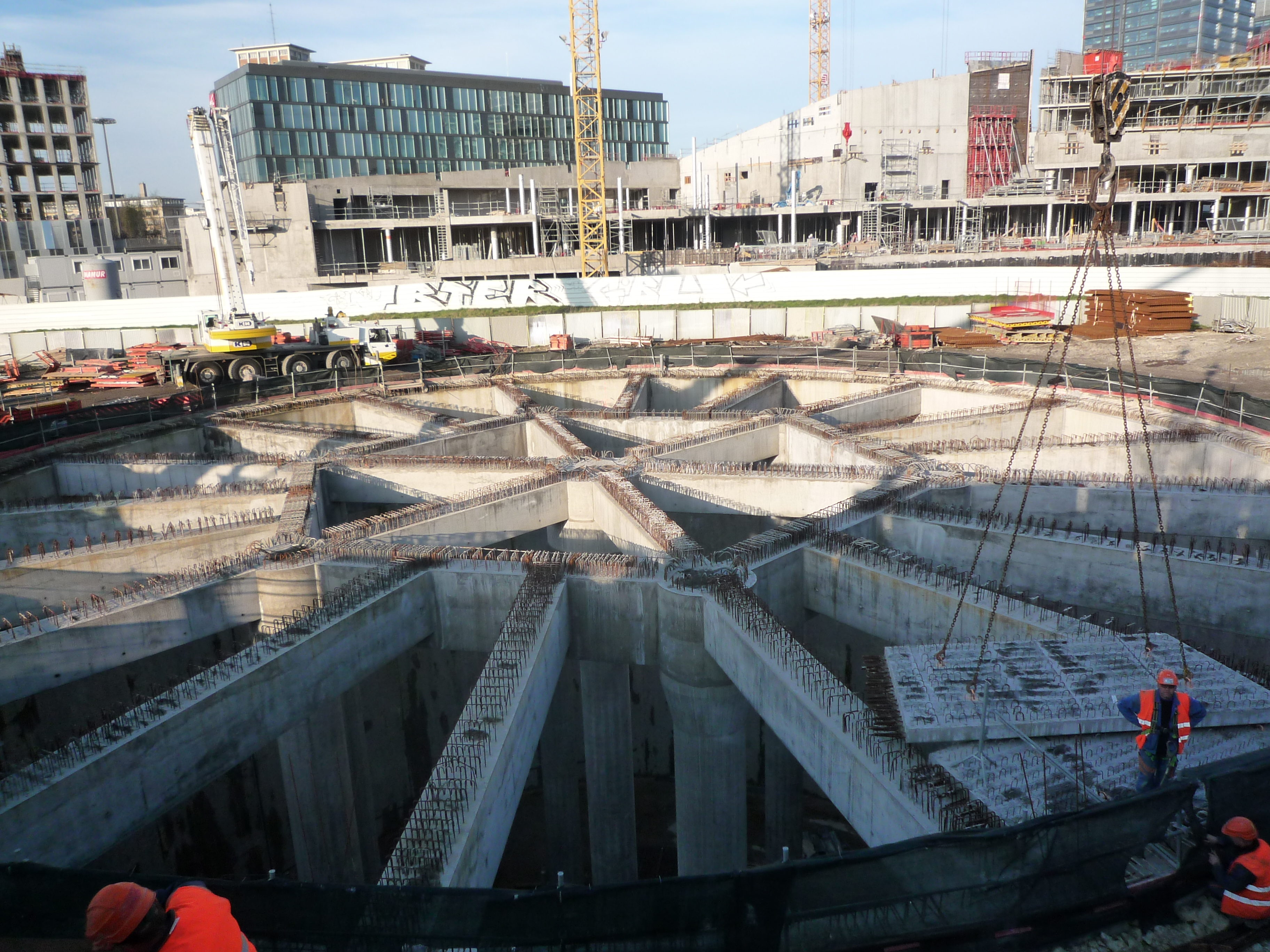
Un déversoir d'eaux pluviales en cas d'orage.

#### Euralille I - Secteur Coubertin
Le secteur Coubertin se situe de part et d'autre du périphérique est de Lille. Il sera aménagé par la SPL Euralille. La construction du futur Tribunal de Grande Instance de Lille devrait lancer l'aménagement de ce secteur clef entre Lille et La Madeleine.

#### Euralille I - Secteur Square Métropolitain
L'actuel siège de la Métropole Européenne de Lille occupe un terrain d'une surface de 3 hectares à proximité immédiate du secteur central d'Euralille. La reconstruction du siège est prévue à partir de 2019 pour une livraison en 2023. Un immeuble de grande hauteur de 130 mètres est prévu pour la Métropole Européenne de Lille, il pourrait être accompagné d'autres immeubles de grande hauteur. Le site doit accueillir des bureaux, des logements, des commerces et ouvrir le quartier du Ballon (La Madeleine) sur Euralille et le jardin des Géants.
Sur 3 hectares, le secteur Square Métropolitain pourrait être composé de :
- 65 000 m2 de bureaux,
- 280 logements,
- 2 000 m2 de commerces et activités.

L'aménagement du secteur sera réalisé par la Métropole Européenne de Lille sur les plans de l'Agence Nicolas Michelin & Associés, les travaux devraient débuter en 2019 pour se terminer en 2023.

#### Euralille I - Îlot Pépinière
L'aménagement de l'îlot Pépinière a été confié à la SPL Euralille sur les plans de l'agence d'architecture Tandem+. Les travaux ont débuté en 2017 pour se terminer vers 2020.
Sur 1.8 hectare, l'îlot Pépinière sera composé de :
- 20 000 m2 de logements,
- 3 100 m2 de commerces et activités,
- un square public.

### Euralille II
Euralille II est une extension sud du périmètre d'Euralille sur un terrain de 22 hectares entre Lille Grand Palais et la gare de fret Saint-Sauveur. Ce projet, composé d'un front urbain périphérique, a été conçu par l'agence Dusapin-Leclercq (Fabrice Dusapin et François Leclercq) associée à l'agence d'architecte-paysagiste Ter.
Ce nouveau quartier, qui accueille le nouvel hôtel de la Région ouvert en 2008, propose une conception renouvelée du quartier d'affaires tel qu'il avait été proposé à l'époque d'Euralille. Le long du boulevard Hoover, ancien boulevard périphérique, des immeubles de 8 à 10 étages avec cellules commerciales en rez-de-chaussée offrent surfaces de logements et de bureaux. Derrière ce front urbain, un vaste quartier de ruelles propose des logements individuels ou collectifs de petites dimensions où l'accent est mis sur le confort de vivre et l'espace vert urbain : c'est le Bois Habité. Le quartier est complété par la construction du Centre National de la Fonction Publique Territoriale en 2014.
La station de radio France Bleu Nord s'est installée au Polychrome le 11 avril 2013.
Un espace libre de construction, appelé le Champ Libre, demeure entre le Grand Palais et l'Hôtel de région : ce terrain devait accueillir l'Agence Européenne du Médicament si la ville remportait le concours lancé en 2017, ainsi qu'un hôtel gros porteur d'une hauteur de 70 mètres.

### ZAC Porte de Valenciennes
La Porte de Valenciennes est située dans la continuité d'Euralille II. Contrairement à Euralille I et II ou l'on construit la ville sur des terrains libres, la ZAC Porte de Valenciennes est associée à la restructuration d'un quartier populaire de 300 logements avec à terme 1 000 logements, des bureaux, des commerces et plusieurs équipements publics.
Sur 16 hectares sont prévus :
- 84 000 m2 de logements,
- 26 000 m2 de bureaux,
- 10 000 m2 de commerces,
- 5 000 m2 d'équipements,
- 1 hectare d'espaces verts.

L'aménagement du secteur a été confié à la SPL Euralille.
Les travaux ont débuté en 2011 et vont se poursuivre jusqu'en 2019.

### ZAC Saint-Sauveur
Un nouveau projet d'extension est à l'étude sur l’emplacement de l’ancienne gare de Lille-Saint-Sauveur, qui permettrait de faire la jonction entre Euralille 2 et la porte de Valenciennes, dans le quartier de Moulins. Des opposants à ce projet proposent l'aménagement d'un parc urbain. L'association P.A.R.C. Saint-Sauveur (« Protection aménagement réappropriation collective ») a été créée le 1er juin 2018, pour défendre ce projet d'espace vert en opposition avec celui de la Métropole européenne de Lille